# 重奪「公民廣場」行動
重奪「公民廣場」行動是2014年9月26日晚上香港專上學生聯會和學民思潮發起衝入政府總部東翼迴旋處（坊間稱之為「公民廣場」）的公民不服從行動。在這之前，香港專上學生聯會和學民思潮已經發動2014年香港學界大罷課，進而要求實施真普選。其中罷課學生反對香港特別行政區政府向全國人民代表大會提交的政治改革報告，爭取2017年香港特別行政區行政長官選舉的「公民提名」、廢除香港立法會功能組別，並且要求全國人民代表大會撤回8月31日就2016年及2017年香港政治制度改革的決議。在罷課集會結束後不久，學民思潮召集人黃之鋒突然號召學生衝入「公民廣場」，與此同時香港專上學生聯會事先部署的成員亦展開突襲行動。
集會人士隨即兵分兩路分別推開香港立法會停車場出入口大門，或者經由立法會綜合大樓旁的通道，攀越3公尺高的圍欄進入已經被香港特別行政區政府封鎖的「公民廣場」。與此同時，抗議學生除了重申先前的罷課訴求外，亦宣布對於行政署突然興建鐵欄以圍封政府總部「公民廣場」的不滿，要求重新開放「公民廣場」予以公眾集會。儘管有約百名學生和市民越過政府總部圍欄再次佔領「公民廣場」，不過在這過程中黃之鋒等13名參與行動人士則遭到警方逮捕。儘管警方多次使用胡椒噴霧嘗試驅離現場示威人士，大量原先參與罷課集會的市民保護廣場內的學生，試圖反包圍現場警方並且阻絕增援警力進入。
同時大量聲援民眾也陸陸續續聚集在「公民廣場」以支援學生，最終警方決定部署防暴警察進駐政府總部。9月27日下午1時20分，警方實施清場行動而總共拘捕74人，年齡則介在16歲至58歲之間。不過隨後香港專上學生聯會與學民思潮仍號召民眾在當天晚上8時至11時發起集會，要求釋放遭到逮捕的學生。對此警方則在政府總部附近封鎖海富中心和中信大廈行人天橋與多條道路以阻攔市民聲援，並以妨礙公務為由使用胡椒噴霧驅散行人天橋上的市民。不過仍然有大批市民留守在添美道、龍匯道、立法會停車場和中信大廈附近與警方對峙，許多參與集會的民眾市民亦自行準備保護措施，避免受到警方胡椒噴霧的攻擊。
當天晚上，大台表示不包含反包圍警方的群眾，總共有超過50,000人參與集會；後來因為場外反包圍警察人數眾多，香港專上學生聯會宣佈修正參與人數至80,000人。在集會結束後仍然有許多示威群眾留守而未散去，爾後同樣爭取普遍選舉的大型政治抗爭運動讓愛與和平佔領中環，提早在9月28日凌晨1時40分宣佈正式啟動。稍後9·28催淚彈驅散行動引發大量民眾不滿，導致佔領規模擴大至銅鑼灣、旺角等其他地區，進而演變成雨傘革命。不過由於公民不服從行動在重奪「公民廣場」行動中已經展開，因此也有傳播媒體把這行動歸入雨傘革命內。

## 背景

### 「公民廣場」

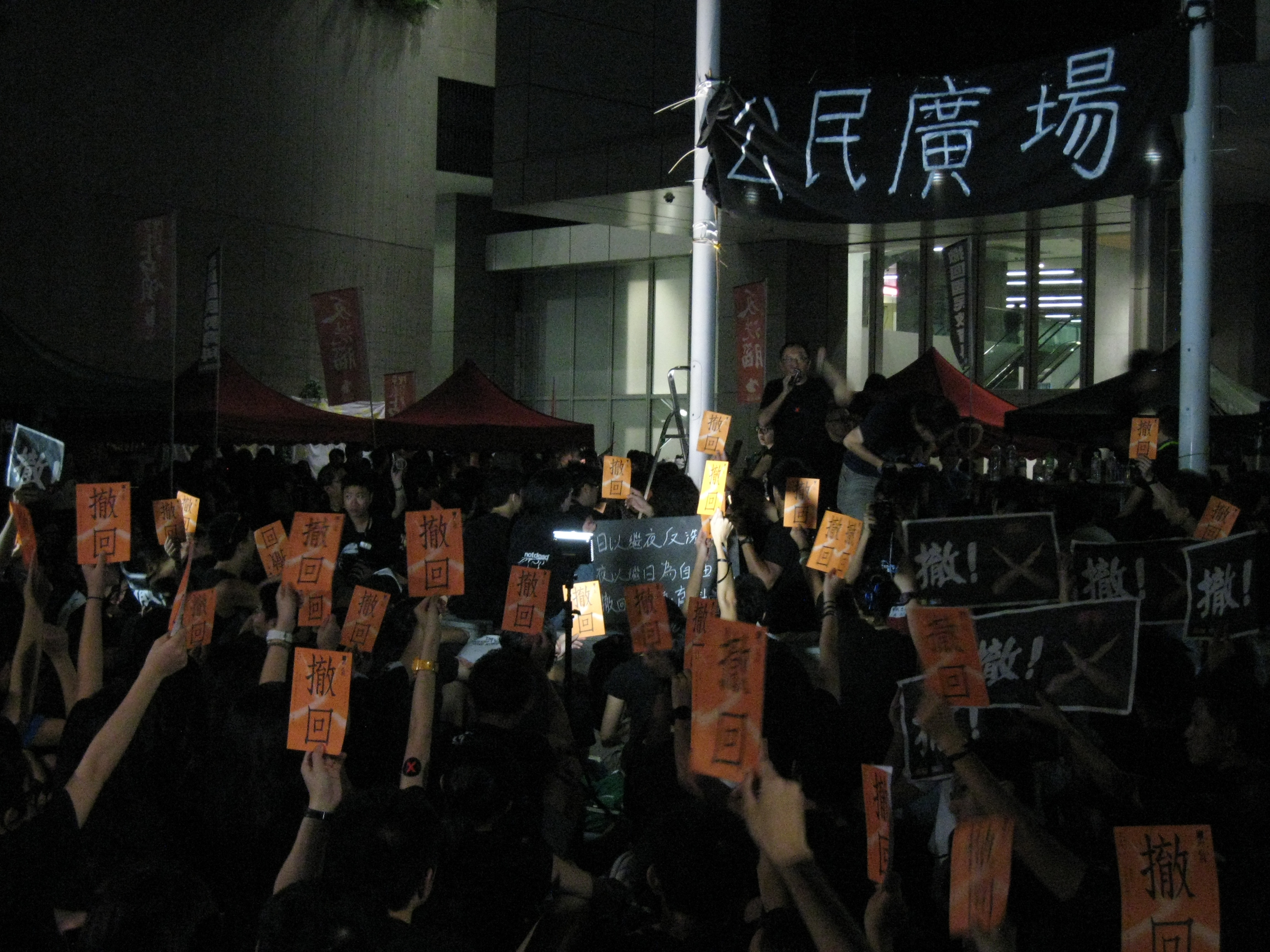
早在2012年時，學民思潮在反對德育及國民教育科行動期間，便於政府總部東翼迴旋處發起「埋單計數，撤回課程，佔領政總」佔領及絕食行動

自從香港特別行政區政府在添馬艦的新政府總部落成，取代原本位於中環、被稱為「政府山」的舊政府總部，政府總部東翼迴旋處成為香港多次大型集會示威的空間。而時任香港特別行政區行政長官曾蔭權在啟用時曾經表示政府總部的建築概念為「門常開」，寓意香港特別行政區政府秉持開放態度並且積極廣納民意。2012年反對德育及國民教育科行動期間，學民思潮便在迴旋處發起「埋單計數，撤回課程，佔領政總」佔領及絕食行動，並開始稱呼該迴旋處為「公民廣場」，以後這個名稱獲得香港市民廣泛接受。而同年較早時間的七一大遊行和「全民行動，反對洗腦，7月29日，萬人大遊行」活動，以及2013年香港電視網絡未獲免費電視牌照引發的爭議，均以該處作為遊行終點。而2014年年初《明報》前總編輯劉進圖遭砍致重傷，香港記者協會亦以該處為「反暴力，緝真兇，保法治大遊行」的活動起點。
在經歷反對新界東北發展計劃成員發起的一系列包圍立法會綜合大樓的示威活動後，行政署於2014年7月17日清晨宣佈為了加強政府總部大樓的保安措施以抵禦潛在威脅，決定依照政府總部西翼保安基礎設施的標準，沿著添美道、東翼迴旋處與立法會綜合大樓交界設立圍欄。同時表示即日起以鐵板封閉政府總部東翼迴旋處，進行加裝圍欄工程直至8月底，期間相關的公眾集會活動則改至添美道進行。同時警方在與行政署協商並且經過風險評估後，也一度在清晨派遣警察機動部隊前往政府總部，並且在連接政府總部東翼和中信大廈的人行天橋上以鐵馬分隔出「警方通道」及「公眾通道」，直至當天傍晚取消。
隨後行政署以部分工程受到天氣影響為由，建築署的承辦商需要額外的時間才能夠完成剩餘進度，因此宣布延遲至9月10日才完成工程。儘管8月12日至8月13日的連續多起暴雨，導致香港天文台在17個小時內三度發出紅色暴雨警告信號；不過議會工作人員協會在Facebook上表示行政署在8月22日才確認工程能夠如期完成，並且批評該工程對香港立法會職員構成不便。對此泛民主派香港立法會議員毛孟靜質疑延誤的實際理由並非那2日的連續多起大雨，而是由於先前讓愛與和平佔領中環在和泛民主派展開會議，並且決定在8月31日於香港特別行政區行政長官辦公室舉辦集會後導致改變時程。同時這項工程則由於違背原先的「門常開」建築理念而引來部分批評，其中香港專上學生聯會秘書長周永康認為封閉「公民廣場」反映政府趨向封閉，而公民黨香港立法會議員梁家傑認為封閉廣場的決定如同政府朝向「門常鎖」的態度，不過民建聯議員譚耀宗認為政府基於可能是遭衝擊的對象因素而得以理解。
儘管根據城市規劃委員會的文件東翼迴旋處列為開放的公共空間，而如民主黨議員何俊仁等人要求行政署立即撤回決定；不過行政署在與要求停止工程的泛民主派議員會面後，則表示該地屬於官署用地。而在9月10日重新開放後，行政署嚴格執行使用東翼迴旋處的規定，嚴禁一般人士在晚上11時至翌日早上6時進入，而連接政府總部的天橋、通往「公民廣場」的電動扶梯入口也都加強保安措施。新規定使得示威人士不能持續在「公民廣場」通宵留守，並只允許在星期日和公眾假期申請作為公眾集會場地使用。而香港專上學生聯會之後申請9月23日至10月1日使用「公民廣場」集會的申請亦遭拒絕，不過該場地的特殊性使得後來的重奪「公民廣場」行動具有重大象徵意義。

### 8·31決議

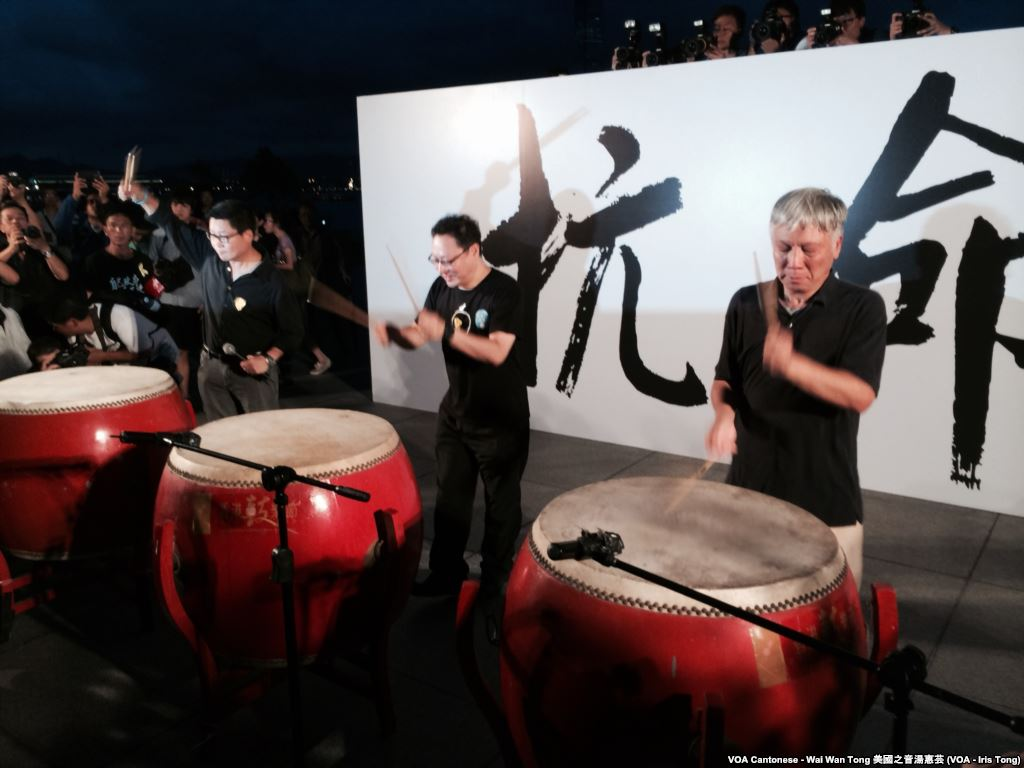
讓愛與和平佔領中環發起人朱耀明、戴耀廷和陳健民在啟動讓愛與和平佔領中環的「公民發聲」集會開始前，在台上用力擊鼓以表示繼續為爭取普遍選舉發聲

香港過去接連發生中華人民共和國國務院頒布《「一國兩制」在香港特別行政區的實踐》白皮書、香港立法會通過新界東北發展計畫前期撥款、6.22民間全民投票等重要政治事件，而在2014年8月31日中國全國人民代表大會常務委員會於第十次會議中，正式表決通過對香港2016年及2017年香港政治制度改革的決議。此決議表示基於一國兩制、港人治港和《香港特別行政區基本法》等原則，針對2017年香港特別行政區行政長官實行普遍選舉的決定不變，這也意味著500多萬名合格選民有機會在2017年進行普遍選舉。不過新架構的提名委員會卻仍然是依循舊制度、由「四大界別」組成的1,200人選舉委員會構成，這意味著全面封殺有關「公民提名」、「政黨提名」等符合《公民權利和政治權利國際公約》的提名程序。另外香港特別行政區行政長官提名門檻由原先的8分之一提名委員（150人）大幅增加至過半數人（600人）同意，候選人人數限制在2人至3人。
同時全國人民代表大會常務委員會亦決定2016年香港立法會選舉辦法仍必須維持2012年香港立法會選舉的選舉模式，過去長期被要求廢除的功能界別議席全數維持。不過全國人民代表大會常務委員會也表示在香港特別行政區行政長官普遍選舉產生後，香港立法會全體議員可以全部採行普遍選舉。對此香港特別行政區行政長官梁振英表示將盡快啟動第二輪公眾咨詢，並且在2015年首季向香港立法會提交修改《香港特別行政區基本法》附件一的修正案。之後在經過香港特別行政區立法會通過、香港特別行政區行政長官同意與全國人民代表大會常務委員會批准後，將能夠依照法律程序實行普遍選舉。然而由於此項決議封殺所有符合國際標準的普遍選舉方式，並且使得具不同政見的人士難以獲得參選香港特別行政區行政長官的資格，這引起泛民主派和許多爭取民主的香港市民強烈不滿。對於梁振英所提出先接受當前方案的看法，則批評香港特別行政區政府並未向中央政府積極爭取。
其中泛民主派批評香港民主因而進入黑暗時期，而長期宣傳民主普遍選舉的讓愛與和平佔領中環在8月31日當天晚上於添馬公園發起集會，認為對話管道已經遭到封鎖；同時讓愛與和平佔領中環還表明佔領中環的公民不服從行動必定會正式啟動，而在這之前每週均會有示威活動。9月1日，民間人權陣線發起「還政於民，落實普選」黃絲帶行動，呼籲香港市民佩戴黃絲帶以表明爭取真普選的決心，但是在過程中一度遭到警方阻饒。而在9月14日，讓愛與和平佔領中環集結4,000多人發起「黑布遊行」，身穿黑衣並配戴黃絲帶的示威群眾拉起3條共長150公尺、寫有標語的巨幅黑布遊行。其中讓愛與和平佔領中環發起人陳健民表示要藉此抗議全國人民代表大會常務委員會批准的香港政治制度改革方案，並且呼籲香港民眾響應公民不服從行動並且支持學生罷課。

### 學界大罷課

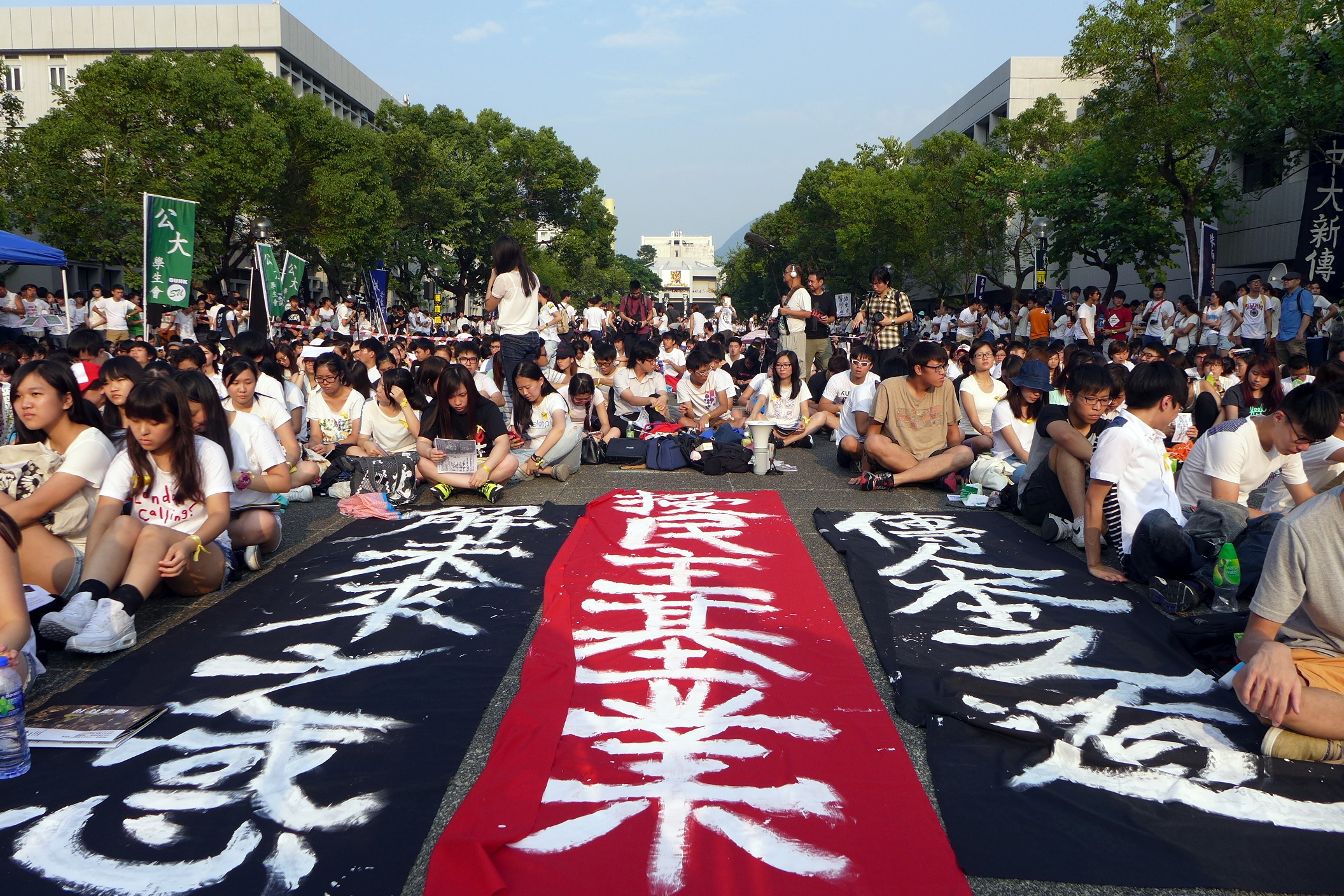
香港專上學生聯會在香港中文大學舉行罷課集會

除了泛民主派外，香港學界亦對「8·31決議」導致極保守和違反民主自由的政治改革方案感到失望，並且呼籲反制2017年香港特別行政區行政長官選舉框架。其中香港8個大學學生會所組成的香港專上學生聯會，宣布將在9月22日至9月26日發動11所大學院校的罷課行動，藉此抗議全全國人民代表大會常務委員會的決定。隨後由香港各大專院校學生組織的大專政改關注組也決定響應香港專上學生聯會的號召，宣布將帶領11所院校加入罷課行動。另一個學生政治組織學民思潮亦宣佈發起「926中學生罷課抗爭」行動，將在9月26日響應大專院校的罷課行動而發動中學生罷課，同時學民思潮還和中學生聯校政改關注組共同在Facebook上發表《中學生罷課宣言》與《罷課不罷學承諾書》。最終香港專上學生聯會成功號召至少24所大專院校、超過8,000多名學生參與罷課行動，並且行動前表示香港特別行政區行政長官梁振英不願面對學生並且回應民眾對於真普選的期待，將會繼續展開罷課行動並且不排除發動更大規模的抗議行動。
在9月22日罷課首日，有13,000名來自各大專院校的學生和教師參與在香港中文大學百萬大道舉行的罷課集會，許多參加集會的學生亦響應大會呼籲而穿上白色外衣和佩戴黃絲帶，但亦有不少學生不願意參與罷課。香港專上學生聯會周永康在集會上代表香港專上學生聯會發表聯合罷課宣言，表示香港必須否決全國人民代表大會通過的政治改革方向以表達追求真普選的想法；同時還向香港特別行政區政府提出4點要求，包括確立公民提名權為2017年香港特別行政區行政長官選舉的提名方式；廢除香港立法會功能組別；中央政府撤回「8·31決議」；否則香港特別行政區行政長官梁振英以及林鄭月娥、袁國強與譚志源等負責政治改革的主要官員應引咎辭職。
當天下午5時30分開始，學生團體邀請蔡子強、周保松與呂秉權等學者以及社會運動人士，分別在百萬大道、本部文化廣場和新亞圓形廣場上舉行三場「公民講課」。晚上7時至9時，則在百萬大道上舉行《公民不服從》的電影放映。讓愛與和平佔領中環的發起人陳健民與戴耀廷亦出席香港專上學生聯會的罷課集會，不過陳健民表示其反對全國人民代表大會政治改革框架的行動仍按照先前部署進行，並且計畫在10月1日亦有相關行動。另外太陽花學運領導人林飛帆還透過事先拍攝的短片，聲援現場的學生並且表示臺灣人會和香港學生在一起。隔天，罷課集會場地從香港中文大學移往位於金鐘且接近政府總部的添馬公園、露天劇場和立法會綜合大樓外迴旋處舉行。其中學生團體除了繼續呼籲參與學生身穿白衫和配戴黃絲帶外，還參考太陽花學運連續5天在戶外舉行「公民課堂」，並且邀請70名不同領域的學者輪流上台講課。

## 升級

### 「緝拿梁振英」

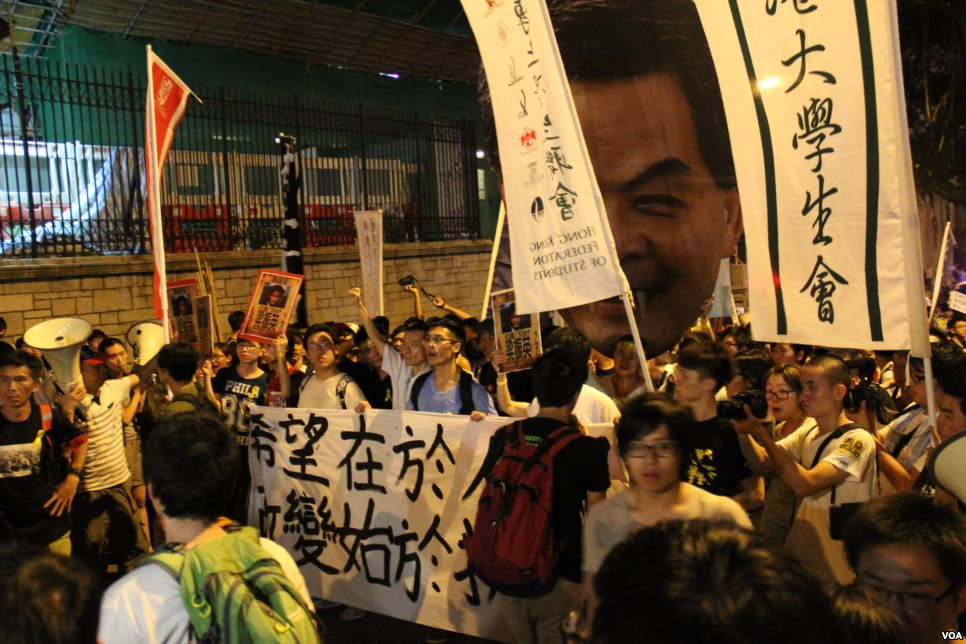
香港專上學生聯會發起前往香港禮賓府的公民不服從遊行，並通宵留守以要求與梁振英對話

香港專上學生聯會在9月23日向發出48小時通牒，要求香港特別行政區行政長官梁振英前往罷課現場與學生對話，但是未獲得回應。9月25日晚上9時30分，當天於添馬公園舉辦的第四天罷課集會活動結束後，香港專上學生聯會副秘書長岑敖暉帶領4,000名示威學生和民眾，在未依照《公安條例》向警方申請「不反對通知書」的情況下發起包圍香港禮賓府的「緝拿梁振英」行動，抗議全國人民代表大會「落閘」與梁振英未在限期前與學生對話。期間香港專上學生聯會向參與民眾講解被捕注意事項，包括記下員警編號、有權保持緘默、聯絡外界、要求提供飲食或接見醫生等權利、以及警方至多只能扣留48小時等；同時還組成法律小組並且紀錄參與民眾的中文和英文姓名、聯絡電話等資料，以方便律師得以前往警局協助。4,000多人組成的隊伍準備從添馬公園遊行至香港禮賓府時，警方在添馬公園出口便舉起黃色警告旗幟，警告示威群眾違法並且可能遭到檢控。
不過遊行隊伍繼續以梁振英長出獠牙的巨型肖像作為開頭繼續前進，而沿途不斷有市民加入隊伍行列。儘管香港專上學生聯會祕書長周永康表示這次行動並非提前發起佔領中環行動，警方仍派遣2排警員警戒以防止示威群眾衝至車道，同時還在山頂纜車車站外派遣至少200名警力駐守路口。香港專上學生聯會原本要求從上亞厘畢道到香港禮賓府正門，但遭警方拒絕後決定讓步改行下亞厘畢道，不過警方只願意讓遊行隊伍使用下亞厘畢道一條車道。但是不滿只准使用行人道已久的示威群眾衝開警方防線，佔用下亞厘畢道全數3條車道。警方一度因為示威者的擴音器碰到警員而高舉「停止衝擊，否則使用武力」的紅旗警告，這使得現場糾察成員呼籲不能承受法律風險的參與者立即離開，不過只有少數示威群眾離場。而當遊行隊伍經由下亞厘畢道抵達香港禮賓府後門時，則立即被警方阻止繼續前進，但過多的示威群眾繼續佔領整條上亞厘畢道。此時隊伍前頭向香港禮賓府後門丟擲紙飛機並且呼喊口號，隊伍尾端則播放歌曲《Do You Hear the People Sing?》等歌曲。
之後香港專上學生聯會向警方要求前往正門示威，或者讓所有示威群眾行經後門丟擲紙飛機後、經由花園道離開返回政府總部，但皆遭到警方拒絕並且要求示威群眾掉頭離開，並且派遣警員和鐵馬駐守在通往正門的路口。然而部份示威群眾拒絕直接離去而坐下表達不滿，為此香港專上學生聯會號召所有參與成員坐下，並且讓梁振英有半小時時間出現。但是在香港禮賓府方面沒有反應後，香港專上學生聯會經商議後宣佈留守以抗議梁振英不願出面以及警方無理阻撓示威活動。香港專上學生聯會在和800名示威群眾在香港禮賓府外徹夜留守，並且希望梁振英在9月26日早上上班時能夠回應罷課學生提出的4項訴求。但是梁振英之後如常乘坐公務車上班而未理會學生，最終香港專上學生聯會被迫結束行動並且返回添馬。

### 行動前夕
為了因應康樂及文化事務署將添馬公園租借給廣西社團總會、並且由其組織建制派成員舉辦慶祝國慶65週年活動，9月26日最後一天的罷課行動必須從原先的添馬公園和露天劇場，分別移師至添美道以及立法會露天廣場舉行，而原先立法會綜合大樓外迴旋處的場地則維持不變。由於香港專上學生聯會將罷課地點從原本的添馬公園場地轉移至添美道舉行，而該集會位置正好位於「公民廣場」外，反而讓重奪「公民廣場」行動作為公民不服從行動而能夠快速發動。而當天由學民思潮在當天則配合香港專上學生聯會發起香港首次的中學生罷課行動，也因此原本兩個行動模式不同的學生團體獲得密切合作的機會，並且成為後來共同討論發起重奪「公民廣場」行動的契機。
其中有多達1,500名中學生選擇當天直接前往政府總部外的添美道上罷課，比原先預計多出14倍；而連同放學後參加罷課集會的中學生，整體而言有3,000人響應這次活動。這次罷課人數超出原來的預期主要來自部分特定中學有許多學生同時響應，例如元朗公立中學校友會鄧兆棠中學有25名學生參與，著名的英華書院則有約30名中學三年級至中學六年級的學生罷課，同時學校方面接受學生告假參加。位於將軍澳的港澳信義會慕德中學和天主教鳴遠中學約有20名學生前往政府總部罷課。另外也有不少學校中學生則主張留在校園內罷課，例如位於觀塘區、當天舉行水上運動會的順利天主教中學亦有20人參與罷課行動，並且獲得安排在校園內與老師和2名校友討論政治改革議題，其中6人在上課結束後前往參與罷課集會。
其中學民思潮召集人黃之鋒在宣讀罷課宣言後，批評香港特別行政區行政長官梁振英拒絕與學生展開對話。然而面對新聞媒體的詢問，香港專上學生聯會遲遲不肯透露5天罷課後的後續行動，而黃之鋒在參與中學生罷課集會時則表示不會發動公民不服從行動。而在當天晚上，香港專上學生聯會在香港立法會和添美道一帶舉行最後一晚的罷課集會，大批香港市民沿著港鐵金鐘站A出口連接海富中心和政府總部的人形天橋魚貫入場。晚上8時30分罷課集會開始後，香港專上學生聯會邀請多位大學教授、前香港專上學生聯會成員、著名學生運動人士輪流進行經驗分享。儘管集會活動安排在當天晚上10時15分便宣告結束，但是主辦單位在公佈有5,000人參與集會後，並未呼籲示威群眾逐一離開現場。

### 計畫行動
由於這次重奪「公民廣場」行動被視為一場突襲行動，香港專上學生聯會和學民思潮在行動展開前僅在內部秘密部署，並未對外公開行動、或者預先告知傳播媒體和參與罷課的學生。結果除了香港專上學生聯會和學民思潮成員，以及事前秘密知會並表示願意參與行動的集會人士外，所有人均不知道學生團體將在罷課集會結束後展開這次行動。其中香港專上學生聯會和學民思潮的執行委員以及主要成員在罷課前後幾日，由於香特別行政區行政長官梁振英不願與學生對話，便開始商討升級行動的內容、並決定在9月26日罷課最後一天正式展開行動。
在9月26日下午香港專上學生聯會和學民思潮商討計畫的相關內容，對此學民思潮發言人黎汶洛指出事前大多數人已經清楚了解法律風險，但是皆認為罷課行動有藉此升級的必要。而升級原因主要在於學生團體過去曾經多次在政府總部外集會，要求香港特別行政區政府能夠就政治改革問題展開對話，但是卻長期未能獲得回應。其中學民思潮認為應當參考先前的反對德育及國民教育科行動期間的「埋單計數，撤回課程，佔領政總」作法升級行動，並且在充分考慮法律風險後決定與香港專上學生聯會一起行動。其中學民思潮召集人黃之鋒儘管事前被告知相關計畫，但是並非作為這次衝擊行動的召集人。而在晚上集會活動上，香港專上學生聯會和學民思潮代表一度離開現場2個小時，在經過秘密討論後決定發起衝擊行動。
晚上8時，香港專上學生聯會和學民思潮分別秘密知會近200名已經熟識的參與者這次行動內容；其中被告知學生團體將會發起進佔「公民廣場」行動者以大專院校罷課學生和社會運動人士為主，這包括有社會民主連線成員黃浩銘和梁國雄、民主黨議員區諾軒、以及不同大專院校罷課委員會學生；不過學生僅告知讓愛與和平佔領中環發起人戴耀廷會展開行動，但並未告知實際內容。其中香港專上學生聯會和學民思潮成功召集100多人組成先鋒部隊，決定在當天晚上10時15分安排參與行動人士集結在立法會停車場出入口和立法會綜合大樓旁通道等位置。之後香港專上學生聯會和學民思潮6名至7名成員安排傳播媒體在「公民廣場」與香港立法會之間的通道接受訪問，趁著大們些許打開後突然攻入廣場，並且依照計畫於晚上約10時30分共同發起重奪「公民廣場」行動。其中先鋒部隊事前分成直接攀爬欄杆和強硬打開大門等組別，並且在香港立法會外準備應付胡椒噴霧的水桶。

## 突襲

### 進佔廣場
在9月26日晚上10時15分於政府總部外添美道的罷課集會結束後，原本計畫是安排由東華學院語言及通識中心助理教授李至君主持的電影分享會，但是大會宣佈由於技術問題須要延後。之後黃之鋒上台發言表示要「表達感受」，到10時24分，大台旁邊、接近立法會停車場出入口的示威群眾突然起哄，而事前已經知道法律風險的30名大專院校學生則按照計畫，分別從香港立法會往「公民廣場」通道與香港立法會停車場兩處試圖衝入「公民廣場」。仍然在發言台上的黃之鋒見狀隨即呼籲集會人士跟隨先鋒部隊，並且宣布「我現在呼籲，希望大家現在跟我們一起進入『公民廣場』」；黃之鋒之後立即衝下大台並加入先鋒部隊奔向廣場，而香港專上學生聯會時任常委之一的羅冠聰隨即再次上台並且接力呼籲民眾衝入「公民廣場」。
現場集會人士也立即分成兩路展開重奪「公民廣場」行動，其中一部分集會人士支援數百名先鋒部隊成員，花費10多秒的時間於迅速推開立法會停車場的出入口鐵門。在進入出入口的行車道後開始嘗試攀越「公民廣場」外的3公尺高圍欄，並且數分鐘內進入集會地點旁的廣場。在立法會停車場通道的保安防線遭到突破後，香港專上學生聯會糾察繼續以擴音器呼籲參與集會的群眾連同先鋒部隊共同進駐長期視為抗爭場所的「公民廣場」。不過大批警力立刻從政府總部湧出，其中數名保安人員排開保護政府總部東翼入口，並且有數十名員警開始嘗試攔阻或拉倒突襲「公民廣場」的示威群眾，因而爆發多次的肢體衝突。期間有警員在「公民廣場」內在尚未舉起紅旗以警告會使用武力的情況下，便提前向不斷衝撞大門的示威群眾使用胡椒噴霧；在混亂中亦有便衣警員一度拔出警棍嚇阻，部分在混亂中跌倒的學生則遭到警方抬離現場。
10時26分，已經闖入「公民廣場」的學生從內部成功推開「公民廣場」圍欄靠近立法會停車場出入口的側門，以讓100多名參與行動的學生和民眾得以進駐。隨後趕來的警察機動部隊立即展示黃旗和紅旗警告，並且噴灑胡椒噴霧阻擋湧入的示威學生與群眾。集會人士則舉高雙手以避免進一步暴力衝突，並且在香港立法會停車場三側組織「人牆」和反包圍等方式阻礙警方接近大門，這讓現場情勢極為混亂。由於事出突然使得警方原本於「公民廣場」的部署人力不足，在廣場內部僅有數十名員警戒備著。在突襲行動展開後有200名至300名警員進駐廣場，同時政府總部也立刻關下鐵門以避免示威群眾闖入，但警方仍然被迫花費5分鐘的時間向外要求緊急增援。

### 立會通道包抄
晚上10時34分，警方使用胡椒噴霧以驅趕在「公民廣場」大門的示威民眾，成功奪回進出廣場的主導權。而在黃之鋒與先鋒部隊衝入「公民廣場」的同時，亦有數百名學生則是由添美道人行道在近龍匯道和立法會道迴旋處，衝入立法會綜合大樓旁邊的通道。其中這批抗議學生嘗試從香港立法會側門包抄「公民廣場」，但是很快遭到警察阻攔。晚上10時35分，則有20多名增援警員在香港立法會往「公民廣場」通道內撲倒示威學生或者將學生按在牆邊，但這舉動反而引起附近市民包圍和鼓譟。
警方隨後於該處舉起「警察封鎖線，不得越過」黃旗和「停止衝擊，否則使用武力」紅旗警告，之後多次施放胡椒噴霧並且一度威脅使用伸縮警棍，甚至發生員警在未舉紅旗的情況下便噴射胡椒噴霧。對此示威群眾舉起雙手並且不斷要求讓開通道，之後集會人士把瓶裝水送至前方讓被胡椒噴霧射中的示威成員得以清洗，但也遭到警察噴射胡椒噴霧要求離開。最後嘗試由此方向逼近「公民廣場」的示威群眾被警方逼回添美道，但是由於湧入立法會停車場出入口的示威群眾過多，反而從另一邊倒塞通道。另外有數十名民眾則是前往通往政府總部的行人天橋，希望阻止警方增援政府總部。
晚上10時39分，增援警力排列陣形並嘗試往「公民廣場」推進，不過學生和市民立即自發手牽手並且背對警方組成7層防線阻攔。不過黃之鋒和多位先鋒部隊成員才剛抵達「公民廣場」，就遭到警方與政府總部保安人員立刻圍捕制服。晚上10時52分，警方正式拘捕並且押走多名衝入「公民廣場」的先鋒部隊學生。其中身上有多處傷痕的黃之鋒再闖入廣場後立刻被4名員警壓制，被警方以「強行進入政府建築物」、「擾亂公眾秩序」和「非法集結」3項罪名拘捕，並一度有傳聞指稱他是被以「襲警」罪名逮捕。隨後他雙手被警察鎖上手扣並以警車帶走，在送至灣仔律敦治醫院驗傷後則押往中區警區總部。隨後大會主持向參與行動的市民表示這次行動為需要負上法律責任的公民不服從作為，指示大會糾察立即維持秩序以防止踩踏或者其他意外發生，同時還呼籲參加者刪除手機內的即時通訊程式，並且把個人資料發送給香港專上學生聯會秘書處以備遭到逮捕後提供法律支援。

### 佔領升旗台
在學民思潮召集人黃之鋒、前香港專上學生聯會副秘書長何潔泓和數名先鋒部隊成員遭到逮捕後，香港專上學生聯會主持緊急呼籲更多學生和集會人士持續衝擊並進駐「公民廣場」。另外在政府總部香港立法會議員入口位置，同樣有大批示威群眾包圍警員要求開門，隨即有警員揮動伸縮警棍喝斥示威人士後退。而數百人衝入「公民廣場」內而之前進駐「公民廣場」的200多人合力拉開包圍廣場中央升旗台和旗桿的鐵馬，對此在旁的警方和保安人員無法制止。最後包括香港專上學生聯會秘書長周永康、副秘書長岑敖暉等多名香港專上學生聯會成員、社會民主連線的香港立法會議員梁國雄、社會民主連線副主席黃浩銘、民主黨成員區諾軒等約80名示威者，成功佔領升旗台並手拉手組成人鏈試圖延長警方清場時間，這時香港專上學生聯會秘書長周永康在「公民廣場」向參與佔領人士講解被捕須知。
在晚上11時42分，傳出「公民廣場」內集會人士疑似心臟病發作而感到不適，另外還有1名員警則在衝突中受傷而必須於空地上休息。隨後數輛救護車先後前往現場，多名醫護人員立刻帶著3三架擔架床前往「公民廣場」外，不過廣場內部的警員和保安人員則為了防止有學生繼續闖入廣場，拒絕應示威群眾的要求開門讓醫護人員進入，這令現場群眾一度鼓譟起來。後來在在群眾不斷施加壓力下使得警方決定讓步，改由群眾暫時退開大門區域並且等待政府總部保安人員在門外築成人鏈隔開人群後，才同意打開大門而讓救護人員進駐。其中過了10分鐘後，包括1名警員在內共有3人被抬上擔架送醫，而廣場外聲援的集會群眾自動留下車道讓救護車通過。而在這之後，現場也陸陸續續有人受傷或者不適而必須送往瑪麗醫院治療。
另外一名亞洲電視記者在採訪時被警察推撞並叉頸而受傷，對此亞洲電視新聞部凌晨發表聲明表示對於有記者遭警員粗暴對待而極度遺憾，要求警方確實保障記者自由採訪的權利和安全。警員還下令禁止廣場上的集會人士前往洗手間，要求民眾在用雨傘遮擋的情況下當眾如廁，這迫使男子只能用塑料瓶、女子使用塑膠袋進行。而學民思潮成員要求男警退後而改由女警監視的要求，同樣遭到警方拒絕。此時儘管大量示威群眾已經徹底堵塞香港立法會停車場出入口，但前來增援的警察重新把側門關上，並且阻止示威群眾繼續進入或者攀越圍欄；這使得參與突襲行動的民眾隔著鐵欄與警方對峙，並且呼籲警方讓出通道讓示威群眾進駐。與此同時，則有一部分學生則是進佔香港立法會議員入口通道外的兒童畫廊，並且拍打玻璃要求警方釋放遭到逮捕的示威人士；對此因此警方在立法會綜合大樓內拉起紅旗警告示威者停止衝擊，隨後再次施放胡椒噴霧。
香港專上學生聯會則發表聲明指出和學民思潮共同發起重奪「公民廣場」行動，目的在於回到原本屬於人民的地方以行使和平集會的自由，並且批評警方襲擊市民而製造暴力學生運動的假象。周永康在廣場內向傳播媒體表示稱香港特別行政區行政長官梁振英連日來拒絕面對學生，而這次把行動升級是為了表示香港人不能容忍遭到受政府漠視。在凌晨0時45分，警方調動之後增援的警力把原先被拉倒的鐵馬重新設置以包圍80多名集會人士，之後安排大批員警築起重重人牆包圍位處中央位置的約100多名示威群眾，並計畫在凌晨1時重新部署警力後開始清場。警方先是容許示威人士在提供身分證資料後自行離去，其餘留守的佔領人士對需要離開的數十名成員拍掌致謝，在這之中至少有4名中學六年級學生離場。凌晨1時15分，警方開始對部分拒絕離開者嘗試以4名警員抬1人方式，逐一把衝入「公民廣場」示威學生、家長和民眾抬離現場。

### 立法會衝突

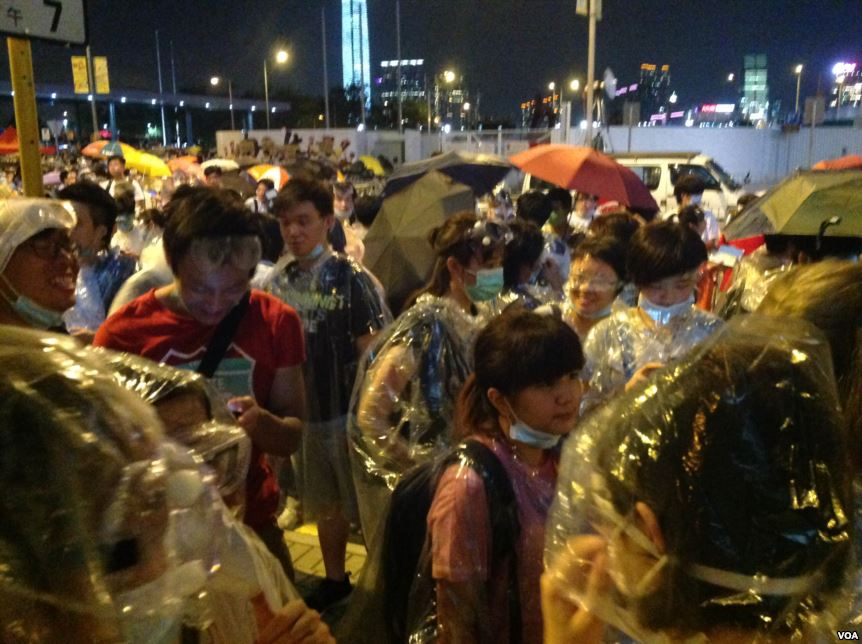
持續與警方對峙的集會民眾

不過與此同時，警方除了分別在廣場門口和香港立法會築起三層人牆與鐵馬警戒外，增援的警察機動部隊成員陸陸續續從添馬公園、海富中心往政府總部行人天橋、中信大廈行人天橋、香港演藝學院、龍匯道、夏慤道等處湧入添美道、政府總部和「公民廣場」附近，試圖阻止市民繼續嘗試衝進廣場。11時15分警方已經全面包圍政府總部，而示威民眾則持續在「公民廣場」外聲援學生，並且要求警方讓開通道以讓集會人士得以進入「公民廣場」。集會人士在晚上11時便開始在添美道靠近夏慤道處築起防線，香港專上學生聯會也呼籲市民到場增援，並且分配撘乘計程車成員前往中信大廈、搭乘巴士成員前往夏慤道、搭乘地鐵成員前往海富天橋支援。隨後在晚上11時35分，增援的警察陸陸續續嘗試從中信大廈和添美道進入「公民廣場」，但是遭到集會人士高舉雙手阻截而被迫暫時撤退，之後更有大批示威民眾在添美道路面上直接靜坐。
晚上11時55分，保安局局長黎棟國返回政府總部指揮警方部署。而儘管面對學生的行動一度還無法完全反應，警方在凌晨時分仍然嘗試自多方面找尋示威民眾的防線缺口，不過在中信大廈附近迴旋處、添美道入口和添美道天橋均被大批高舉雙手的市民阻擋退回。與此同時，則發生民眾宣稱發現便衣人員混入示威群眾之中，之後該人則在警察公共關係科人員戒護下離開現場。而在凌晨0時20分。數十位警員由添馬公園轉入香港立法會示威區，嘗試經由香港立法會各個出入口進攻。凌晨1時，由於不滿大批警察陸陸續續從添馬公園經由香港立法會示威區支援，對此立法會示威區的市民舉起雙手阻擋警察進入「公民廣場」。與此同時，警方也計畫嘗試經過政府總部電梯向外面示威民眾施壓，但是在大批示威者高舉雙手阻攔後，警方最終決定撤退。
儘管雙方第一時間沒有直接發生衝突，但是警察則使用胡椒噴霧並且出示紅旗警告，多名市民和記者因而遭到攻擊。之後警方再出示黃旗和紅旗警告後，手持盾牌駐守在香港立法會大門。不過凌晨1時20分，由於數十名學生和民眾抵達香港立法會後試圖直接阻攔警方繼續進入立法會，這使得手持盾牌的警方隨即在立法會綜合大樓附近的示威區築起人牆，並且在向示威群眾施放胡椒噴霧，隨後成功透過架設鐵馬以維持聯絡通道。與此同時則有30多名警察計畫進入立法會停車場支援；但隨即遭到立法會停車場外數百名集會人士高舉雙手並集結組成人牆阻止，雙方因而爆發衝突。
嘗試進入「公民廣場」的警方在民眾未衝擊的情況下出示紅旗警告，之後在電視媒體直接播出的情況下再度施放胡椒噴霧，造成有10多人因而遭到攻擊，而警方在過程中也以盾牌向前推擠。隨後數十名警員在中信大廈排起隊伍並計畫進駐添美道，但是示威群眾利用現場的鐵馬架起防線阻攔，並且組織人牆分散包圍添美道和龍匯道。凌晨1時38分左右警方宣布封鎖金鐘站出口，並且開始對「公民廣場」中央旗桿位置的示威民眾展開清場，不過數千名聲援群眾仍繼續在香港立法會、海富中心行人天橋等位置阻擋警方增援。警方仍然與集會人士在靠近「公民廣場」的添美道展開拉鋸，同時由於試圖在添美道、龍匯道等位置設置鐵馬，而在包括香港立法會旁通道、龍匯道、香港立法會道迴旋等地亦有攻防戰。

### 嘗試清場
凌晨2時，大會宣佈將在添美道通宵留守並且呼籲市民提供物資支援，不過警方在中信大廈對開迴旋處和添美道入口也成功部署數十名警員。凌晨2時20分後，大批警察突然由中信大廈出現、並且衝至大台前拘捕擔任主持發言的學聯常委羅冠聰，之後更進一步掃蕩大台和音響設施。對此集會人士隨即高舉雙手前往支援，並且包圍警方隊伍要求其撤退，而為了阻擋警方的胡椒噴霧使得大量雨傘立刻運至大台支援。在經過半小時後，警方成功拘捕並且逐一離場。凌晨2時45分，則有4名警員闖入添美道中段但是遭到示威群眾包圍，隨後一名員警向示威人士施放胡椒噴霧。
另一方面，負責行動事務的警務處副處長黃志雄決定升級警力而提早啟動「日峰行動」，調派九龍、新界等4個總區近2,000名警察機動部隊、衝鋒隊和防暴警員到場增援；但由於行動突然使得部分員警並未即時繳回配槍，這引發在因混亂期間可能發生掉槍情况的疑慮。隨著參與重奪「公民廣場」行動的群眾表示整晚不願離去，而警方不能驅散在廣場外的示威民眾下，警方出動防暴警察嘗試驅趕抗議群眾。這也是防暴警察在同年6月13日反對新界東北前期撥款運動後的3個月首次出動，也是香港罕見地在1年內兩度出動防暴警察。其中凌晨3時，警方運送頭盔、圓盾、長盾等大量防暴裝備到現場提供警察更換，數分鐘後超過30名配備有催淚彈的防暴警察正式進駐中信大廈對開迴旋處。
凌晨3時15分，手持盾牌的防暴警察由龍匯道開始向香港立法會方向推進以突破示威群眾的防線，並於半小時內成功進駐添美道。其中在後方警員展示紅旗警告的同時，防暴警察開始以伸縮警棍、長盾牌和胡椒噴霧嘗試驅離示威群眾，而抗議民眾則是組成人牆並手持雨傘嘗試和警方隊伍僵持。過程中一度有示威民眾再度企圖衝入香港立法會，防暴警察隨即拔出警棍嚇阻並且再度施放胡椒噴霧。其中警方一度以貨車運送更多長盾牌等裝備支援，但是在推進至添美道入口後便被迫與示威群眾對峙。
由於未能夠依照計畫打破防線，原先駐守在龍匯道的警員於凌晨4時突然撤離並且搬走鐵馬，開放中信大廈對開迴旋處通道。其中警方呼籲示威學生和市民從此循著灣仔方向離開現場，但是大部份示威民眾仍然選擇堅守陣地。隨後在添美道另一出口也有10多名防暴警察進駐，然而大批聚集在香港立法會旁通道的集會人士築起人牆並且以鐵馬阻隔警員推進，同時在通道內也組織多重人鏈以阻止警察推進，最後示威民眾繼續和通道內警戒的警方展開對峙。

## 清場

### 通道清場

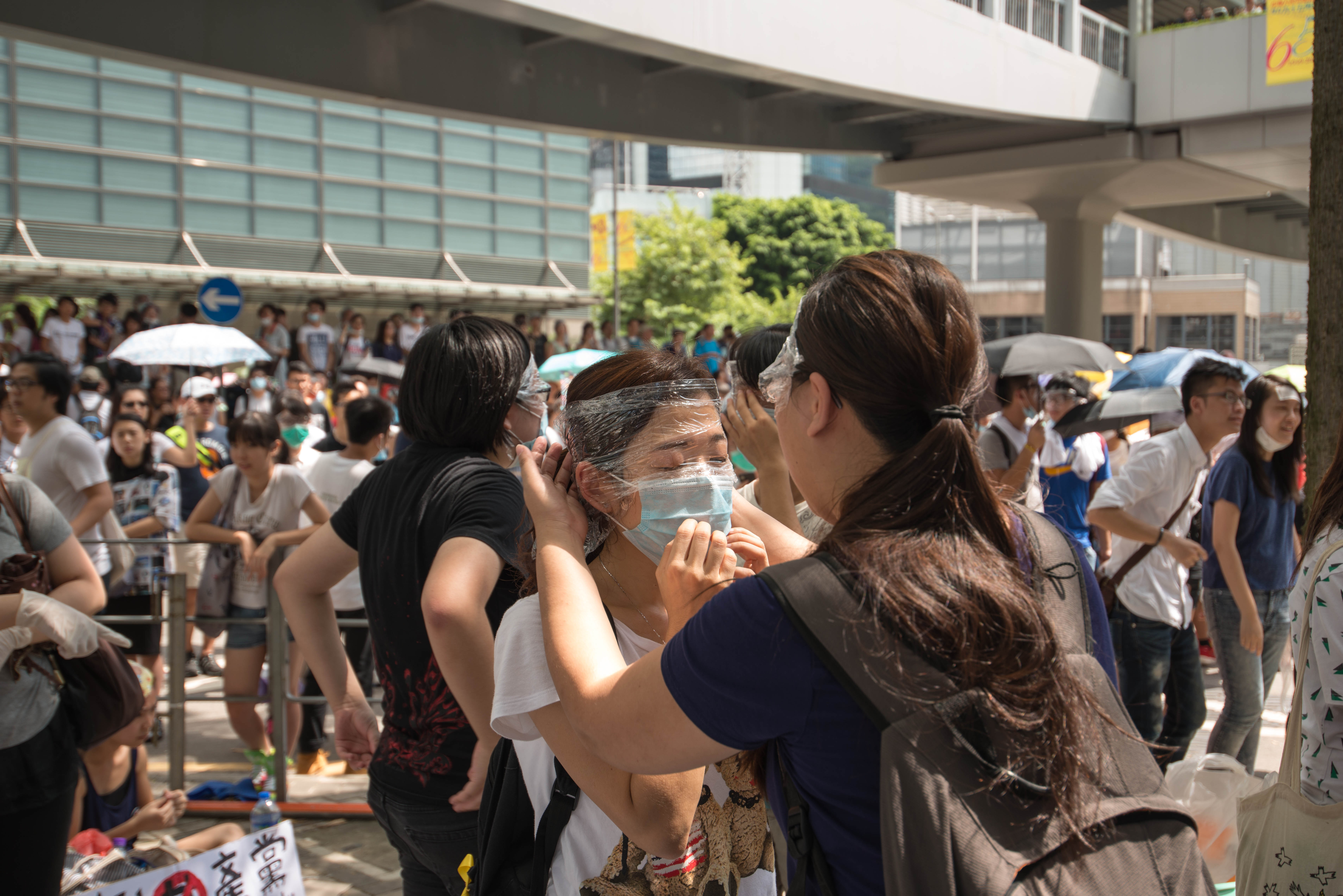
數千名民眾在上午前往政府總部聲援示威學生

9月27日早晨雙方一度回復平靜，大批市民靜坐在添美道上支援突襲行動並且希望能夠成功取得廣場，而在廣場內部的抗議學生也靜坐在旗杆下。不過警方除了重重包圍「公民廣場」中央升旗台約100多名示威者，並且前來增援的防暴警察也在廣場外部署。而截至9月26日晚上至9月27日凌晨，包含黃之鋒和先鋒部隊在內總共有13人遭到逮捕。早上7時10分，由於警方需要開放通道以準備之後廣場上的清場行動，因此部署30多名配備長盾的防暴警察於立法會停車場出入口集結並排成陣勢。之後在示威群眾未有行動的情況下，無預警地迅速向前推進以嘗試驅趕在「公民廣場」和香港立法會之間的示威群眾，主動發起清場行動以將示威群眾逼至添美道上，同時呼籲示威群眾立刻離開立法會綜合大樓。
其中防暴警察直到逼近學生後才舉起「紅旗」警告會動用武力，之後群體向前推進並且大規模施放胡椒噴霧、並且用盾牌撞開示威群眾。雖然駐守在停車場出入口的示威民眾則組織人鏈嘗試與警方對峙，但是在警方以盾牌施壓和不斷噴灑胡椒噴霧的情況下，許多民眾因而跌倒。儘管示威群眾也使用雨傘抵擋防暴警察噴射的胡椒噴霧，但是警方隨即把破壞雨傘並將其搶走。這次清場行動造成許多學生倒地受傷，不過隨後警察則以2人和3人為一組將倒地的學生拉離現場。警方同時也在添美道部署防線，並在將鐵馬和梁振英大頭道具搬走後準備進行第二次清場行動。不過由於3,000多名集會人士仍持續堅持佔領添美道，防暴警察推进至香港立法會停車場出入口大門便被迫停下，雙方之後展開長期對峙。
接近上午10時，香港大學法律系副教授戴耀廷、香港中文大學社會學系副教授陳健民和牧師朱耀明等3名讓愛與和平佔領中環發起人，連同支持佔領行動的香港天主教教區榮休主教陳日君、《壹傳媒》主席黎智英、民主黨創黨主席李柱銘與部分泛民主派香港立法會議員陸續前往政府總部外的添美道，聲援參與重奪「公民廣場」行動的學生和集會人士。不過在場部分學生隨即要求讓愛與和平佔領中環發起人提早展開行動，而不要等待原先設定的10月1日，並且質疑在這次突襲行動過程中並未參與活動。對此戴耀廷表示考慮到有支持者亦希望按照原定計畫進行，加上當前首要任務是支援學生而非發動行動，因此暫時不會提前宣布啟動佔領中環求；而陳健民則表示由於先前開會到凌晨，所以未能提早前往集會現場支援，而戴耀廷則表示直到遭到拘捕前將會在與學生共同待在集會現場。
另外陳日君則是在添美道上，對於駐守廣場內的警察喊話：「裡面坐的是我們的兄弟，不是奴隸，既然你們是兄弟，就應該彼此尊重。」儘管警方封鎖了包括金鐘站部分出入口以及絕大部分通向「公民廣場」的入口，只留下中信大廈行人天橋繼續保持通行狀態；然而從早上開始陸陸續續有民眾和物資前往現場支援，這包括有許多市民捐贈的食物和瓶裝水等。與此同時，在「公民廣場」內進行採訪的記者充當中間人的情況下，陸陸續續從廣場外面將物資運送給被包圍在中央處的集會人士充飢，更把香港專上學生聯會的「希望在於人民，改變始於抗爭」橫幅運送入廣場內。上午10時40分，示威群眾便將該橫額懸掛在旗桿之間。

### 廣場清場

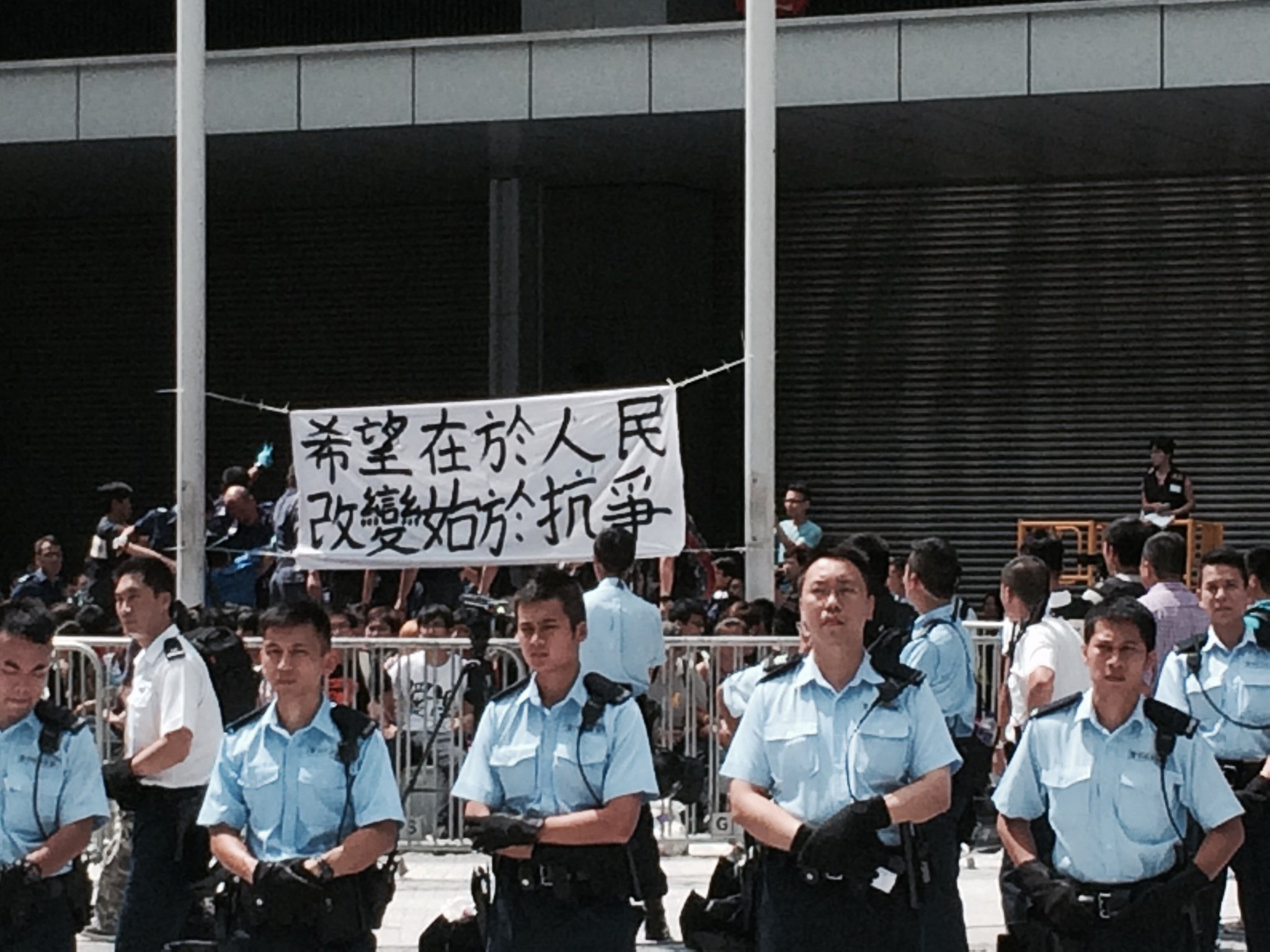
香港警方在「公民廣場」進行清場行動

中午，警方開始為了廣場清場而加強防線部署，除了關閉靠近添美道的車輛入口鐵門，還在外頭另外裝設一重鐵馬以防備清場時門外示威群眾的衝擊。下午1時10分，香港警方1名高級警司向佔領升旗台的人士下達最後通牒，警告示威群眾正參加非法集會、因此必須在5分鐘內自動離開政府總部東翼前地，並且表示：「否則警方則別無選擇，需要使用適當武力將你們搬離。如果你們不離開的話，我們可能將你們拘捕和起訴。」隨後警方開始準備「公民廣場」的清場行動。下午1時20分，警察認定多次呼籲抗議人士離開廣場無效後，宣佈「公民廣場」內所有示威群眾因為「強行進入政府建築物」和「非法集結」罪名被正式拘捕，開始展開清場和拘捕作業。下午1時30分，專責處理佔領行動的特別戰術小隊警員在「公民廣場」內採取全面清場行動，對此聚集在升旗台的抗議民眾則批評警方作為，並且以手繞手的方式於廣場內持續抗議。
隨後特別戰術小隊以4名警員抬1人的方式，逐一抬起示威人士的四肢並且將其抬離「公民廣場」，並移至平時香港特別行政區政府官員座車停放的政府總部西翼。首先被抬走的是社會民主連線的香港立法會議員梁國雄，其後香港專上學生聯會成員和參與學生逐一被抬離現場。其中有留守者放鬆手腳，以讓警員需花一定時間才可抬走，另外有示威人士背部向天被警員抬走，亦有參與成員決定自行離去。而在清場過程中，廣場外近千名示威群眾則是向警方大聲批評，並且要求警方立刻釋放示威民眾。最後被抬走者分別是香港專上學生聯會副秘書長岑敖暉和秘書長周永康，整個清場行動花費約20分鐘。所有遭到逮捕的示威人士在雙手背向後並且綁上索帶後，押上警車送往位於黃竹坑的香港警察學院扣留調查。
清場行動中總共拘捕61人、包括48名男性和13名女性。年齡介在17歲至58歲之間，除了2名中學生外、其他大都是大學院校學生。根據統計，遭到逮捕的人士包括有至少10名香港浸會大學學生、8名香港大學學生、6名香港中文大學學生、3名至4名香港科技大學學生、2名香港理工大學學生和香港城市大學與香港教育學院各1名學生。另外一方面，警方還表示其中一名27歲被捕男子涉嫌藏有攻擊性武器。而連同先前遭到逮捕的黃之鋒和12名先鋒部隊成員在內，警方一共拘捕74人。隨後教育局發言人則繼續強烈呼籲家長和教師不要讓未成年子女與學生參與違法活動，以免遭到定罪或留有相關紀錄而影響日後升學與就業；同時還警告教師如果因為參與違法活動並且遭到定罪，必須承擔法律上的責任並影響相關專業與職業的發展。 
至少有10名學生遭逮捕的香港浸會大學表示當中有多人是傳理學院，為此院長黃煜已經向學生、教師和員工發送電子郵件並且設立2條學生求助專線。同時在電子郵件中提到傳理學院高度關注政府總部的事件，會盡力向學生提供需要援助。同時還表示認為學生是基於關心香港前途的心態而表達強烈意見，而其看法應該受到重視。有至少6名學生遭到逮捕的香港中文大學則發表聲明表示，會向遭到逮捕的學生提供法律諮詢，並且聯繫願意提供法律諮詢服務的校友準備居中協調。同時聲明中表示過去一直積極關注事件發展，學生事務處已經聯絡部份學生，並且表示會繼續跟進以提供適當協助。

## 集會

### 持續堅守
然而在警方拘捕重奪「公民廣場」行動中佔領升旗台的示威群眾、並且完成立法會停車場出入口清場行動後，香港專上學生聯會和學民思潮則表示會繼續堅守添美道，表示將會等到所有參與示威者獲得釋放後才結束行動。同時香港專上學生聯會和學民思潮要求梁振英到場和市民對話，並且正面回應學界罷課與晚間警察襲擊市民事件。同時香港學界罷課已經促使社會各界反響，除了原先不少示持續在政府總部對面的添美道留守的示威群眾外，在這之後大量聲援民眾和物資亦經由統一中心行人天橋到達集會現場，隨著人數差距懸殊反而導致警方遭到反包圍。同時有許多演藝人員也陸續出面聲援，其中歌手何韻詩在當天下午便前往集會現場支持在場的示威學生，對此他表示這次集會令她感到感動和傷心。對此她表示自己對於是否掙扎有所顧慮和掙扎，但是她也表示：「但在場學生有誰不怕？這群學生站出來不是為個人利益，是為香港發聲。」晚上歌手龍小菌抵達政府總部支持學生，而人在中國大陸並且長期支持梁振英的黃秋生在Facebook上批評香港特別行政區政府：「Shame（可恥）！立即釋放學生。」但是另外一方面，現場也一度傳出警察機動部隊已經配備防毒面具。
下午4時左右，香港專上學生聯會和學民思潮進一步宣布將在晚上8時至11時於「公民廣場」外的添美道再次集會，號召市民繼續前來聲援學生。對此警方發言人表示在政府總部附近的添美道集會屬於非法集會，呼籲包括學生和市民不要參加違法行動、或者是途經和接近該處。同時還表示警方尊重集會人士表達意見、言論和集會的自由，但是公眾人士表達訴求時必須要依照香港法律的規定進行。但是大會則表示警方已經向添美道集會發出時限至晚上11時的「不反對通知書」，質疑警方違反協議內容。不過警方之後則回應說由於示威群眾在9月26日晚間衝擊政府總部東翼迴旋處，因此9月27日晚間集會的「不反對通知書」已經遭到撤銷，不過香港專上學生聯會和學民思潮仍繼續發起集會活動。
不過同樣在下午，10多名保衛香港運動成員前往港鐵金鐘站附近集會，高呼支持警方的口號。其中發起人保衛香港運動傅振中批評香港專上學生聯會和學民思潮強行闖入政府總部，批評兩者聲稱和平罷課是在欺騙學校、學生和家長，並且表示：「中學生血氣方剛，最容易受欺騙，黃絲帶是一種政治表徵，根本不應該讓政治走進校園。校長有責任保護學生，不讓反對派那些有毒的政治思想欺騙學生，挑動學生作出違法行為。」。集會過後保衛香港運動成員在警方開路下，遊行至中信大廈外的行人天橋並在示威區呼喊口號。而在警方築成人鏈分隔下，不少反對派支持者則與其有口角衝突，大約10分鐘後保衛香港運動成員結束行動

### 添美道集會

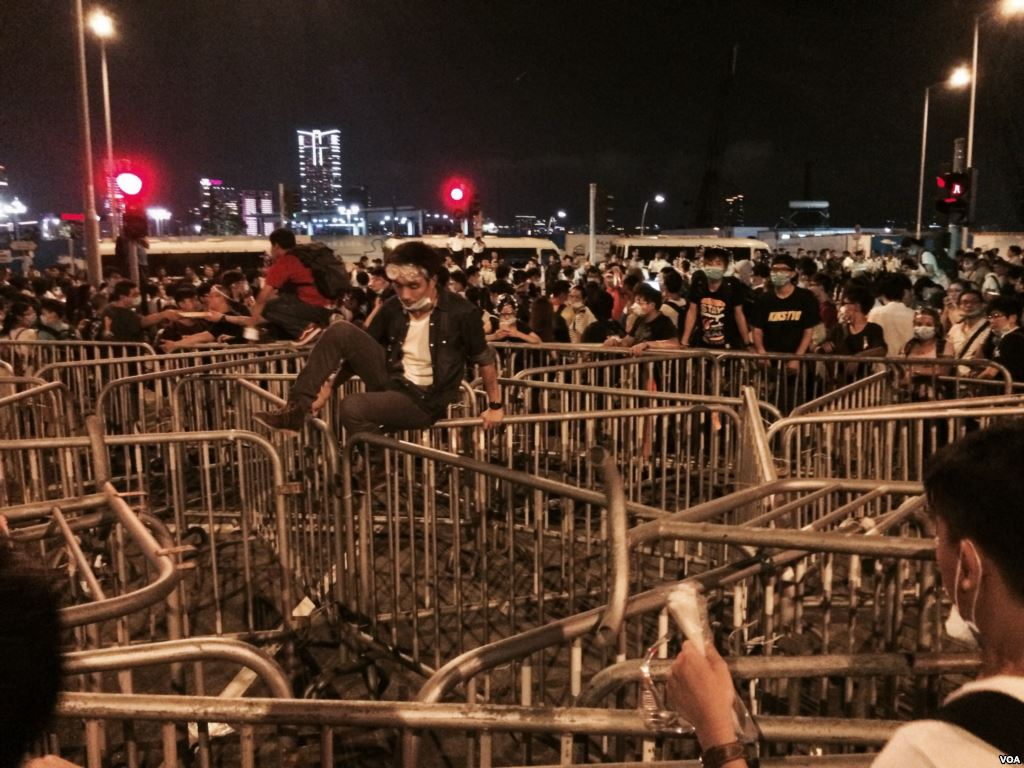
示威者築起鐵馬陣阻止警方清場

為了因應香港專上學生聯會和學民思潮決定從原先的罷課集會發展至佔領添美道，警方為了避免衝撞政府總部的事件再度發生，決定派遣穿著鎮暴裝備的警員封鎖附近主要通行的行人天橋、立法會道、添馬公園和中信大廈出口等地，防止民眾繼續前往政府總部門口集結。當天晚上7時，警方開始在沿海的龍匯道、龍和道等處設立封鎖線，多名警員搬來鐵馬以阻止市民從灣仔進入添美道，但數百名民眾則是呼喊口號並包圍在龍匯道設立封鎖線的警員。晚上7時30分，警方封鎖海富中心往政府總部方向的行人天橋，之後派遣手持長盾的防暴警察從政府總部往中信大廈行人天橋前進，並且以用鐵馬試圖排除在場的市民。不過行人天橋上的市民則是排開並高舉雙手試圖攔阻防暴警察，警方之後迅速驅趕坐下集會人士，並且有參與民眾遭警員抓著雙手拖行。與此同時港鐵也配合警方要求一度關閉金鐘站A出口，但是由於人數過多使得警方決定解除立法會道的封鎖線。
晚上8時集會開始之際，警方宣佈海富中心和中信大廈外的行人天橋為警方行動範圍，並且要求所有民眾必須向統一中心方向離開。這使得市民與警察在中信行人天橋上爆發衝突，警方隨後以妨礙公務為由噴灑胡椒噴霧逼迫市民後退。不過當天晚上參與示威活動的民眾仍陸續聚集在政府總部的添美道上，而人數比6月22日晚間明顯增加許多，很快地包括立法會綜合大樓、龍匯道、立法會道、和香港演藝學院也聚集人群。由於警方嘗試阻止市民前進集會地點，大量市民反而將原本警界中的警員反包圍。在集會期間，大台報告黃之鋒、周永康和岑敖暉仍然未被釋放，而住所更遭到警察搜查，這使得在場集會人士隨即表達強烈不滿並大聲鼓噪。而大台表示當天晚上不包含反包圍警方的群眾，共有將近50,000人參與添美道集會，警方對此則未提供參與集會的人數；後來因未在集結會場外反包圍警察的人數眾多，香港專上學生聯會宣佈上調參與人數為80,000人。
這時許多參與集會的市民已經事前做好保護措施以避免受到警方胡椒噴霧侵襲，同時大會呼籲市民購買大量雨衣、眼罩和索帶增援，並且自行準備糧食和飲水準備長期行動。晚上9時左右，警方完成中信大廈行人天橋的清場，並且派遣30名防暴警察封鎖統一中心通往政府總部的行人天橋，警方隨後聲稱該行人天橋已經成為警方行動區域。晚上9時45分，嘗試清場的防暴警察、與要求開放添美道通道的市民在行人天橋上對峙，不過警察於中信大廈行人天橋接近統一中心處再次向集會人士展示紅旗警告，同時有警察進入行人天橋嘗試分隔人群。不過隨後中信大廈外部署的警察遭到市民反包圍而被迫撤退，聲援的市民成功會合龍匯道上的集會人士。

### 持續集結

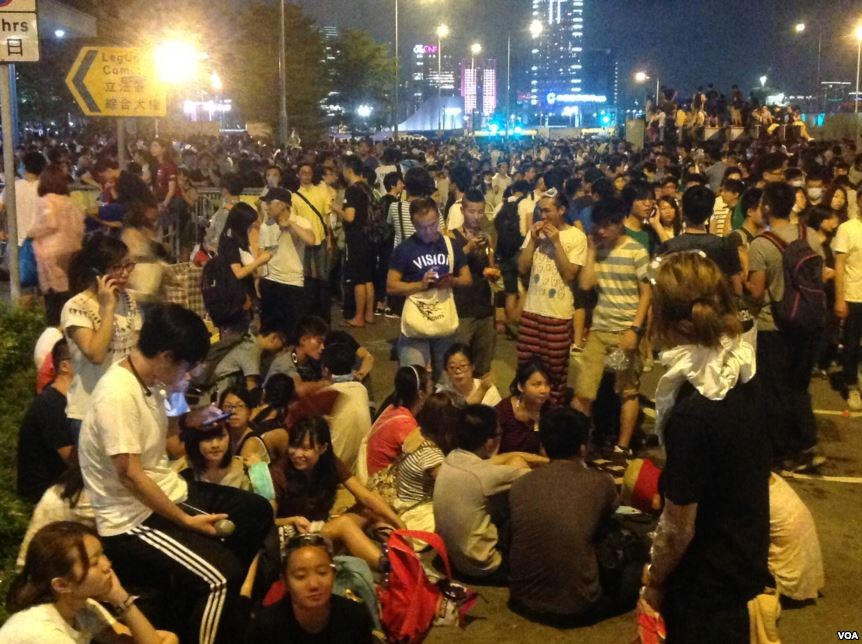
過了添美道集會結束時間仍然留在現場的示威群眾

儘管警方嘗試封鎖集會現場並且驅離前來參與活動的民眾，但是仍有大批市民陸陸續續抵達政府總部並且對警方形成反包圍網，其中在添美道、演藝道、海富中心行人天橋等多處均發生衝突。其中許多市民沿著海富中心行人天橋前往政府總部，並且在電梯與警方對峙後要求警員開放通行。對此警方多次廣播表示添美道因為人數眾多而已經封閉現場，同時不斷因應現場局勢而重新部署防線。其中警方後來放棄原本在龍匯道所設下的防線，但由於保留一重鐵馬封鎖線而引起市民鼓譟。之後在晚上10時30分市民坐在鐵馬上與警員理論長達15分鐘後，警方宣布解除並撤離該處封鎖線，而參與民眾對於警方的決定則鼓掌支持。
不過在晚上10時20分，市民在演藝道馬路上呼籲其他聲援群眾坐下以阻止車道重啟和警車駛入。隨後警車強行駛入而遭到群眾上前阻止。為此警方一方面嘗試抬離在場人士，一方面組成人鍊以便警車通過；這使得場面一度陷入混亂，隨後警方舉起黃旗警告示威群眾，而市民則舉起雙手與警方對峙。另外還有700多名聲援民眾聚集在海富中心的行人天橋，但是警方仍然拒絕開放通路。另外一方面，在分域碼頭附近亦有示威人士因為遭到警方封鎖線阻攔而聚集該處，之後由青年發起坐躺在道路的行動，試圖阻止警車從龍匯道進入添美道附近支援。晚上10時40分，多輛警車在龍和道出現並且有大批警察和手持防暴盾的警員集結；而晚上近11時，數百名警員則進入香港立法會待命。
晚上11時集會結束後，大量市民仍然陸陸續續有前往添美道現場聲援，並且反包圍在場警察。隨後警方與民眾在中信大廈行人天橋再次爆發衝突，警方出示紅旗警告並且使用胡椒噴霧，同時添美道的人牆也延伸至香港演藝學院附近。由於晚上有消息傳出警方會出動催淚彈和水炮車清場，晚上11時以後集會現場的氣氛逐漸緊張，場內開始向市民分發口罩和保鮮紙集會。而大會在活動結束後分別於晚上11時和隔天凌晨0時，兩度提醒集會人士「不反對通知書」時限已經屆滿，留守的示威群眾便是參與公民不服從行動。但是許多示威者並未因而離去，而是選擇繼續留守在現場支援。由於參與集會的群眾眾多，因此9月28日凌晨0時警方並未有進一步行動，整個局勢仍然維持和平狀態。不過雖然警方未展開清場行動，但是已經事先宣布取消全體人員休假狀態；同時參與日峰行動的7,000名警力前往金鐘一帶戒備，並且不排除應對在10月1日可能因為佔領中環導致的武力升級狀態。

## 後續

### 佔中啟動

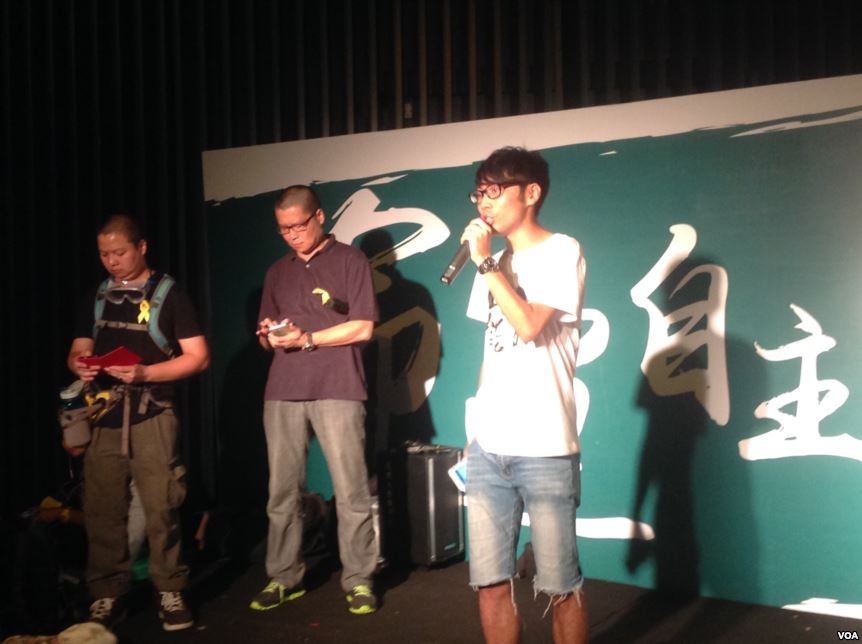
讓愛與和平佔領中環後來決定提前啟動

9月27日晚上8時和晚上10時，讓愛與和平佔領中環運動發起人便多次開會商討是否提前發起佔領中環行動。其中當接受新聞媒體採訪是否會趁勢發動佔領行動時，後來前往集會地的陳健民和朱耀明表示要看形勢發展。然而3位發起人最大的顧慮在於政府總部外添美道作為佔領位置，距離原定的金鐘集會現場有一段距離，將使得公民不服從行動對於社會影響力降低；同時擔憂在大部分參與者是第一次參與社會運動的中年人，突然更改計畫後可能讓參與者不願出面。不過隨著大量讓愛與和平佔領中環的支持者參與這次集會、以及集會成員選擇繼續留守的情況下，3位發起人考慮到添美道集會的人數比在旺角逛街的人流更多，因此改變想法而決定提前啟動佔領中環行動。
9月28日凌晨0時以後，有關讓愛與和平佔領中環可能提前展開行動的傳言開始出現；同時參與義工則是被告知將有重要消息宣布，並且要求義工開始進行準備工作。凌晨1時40分，在添美道集會台的戴耀廷宣佈在學生發起香港最大規模的公民不服從運動後，將從集會人士聚集的政府總部外正式啟動佔領中環行動，宣稱：「我們會開始一個新的時代，抗命的時代。」這次宣言意味著長達1年8個月準備的公民不服從運動正式展開，同時讓愛與和平佔領中環所擁有的資源、糾察隊、義工隊和物資將會全面進場。隨後戴耀廷表示將提出2點訴求，包括立即撤回8月31日全國人民代表大會常務委員會就香港政治改革的決定，以及香港特別行政區政府馬上重新啟動政治改革諮詢；同時他還批評香港特別行政區行政長官梁振英要向中央政府重新提交政治改革報告，以充分反映香港人追求民主選舉的意願。
不過原本在場參加集會的市民對於戴耀廷提前啟動佔領中環運動則有不同看法，其中贊成者認為應當趁著眾人聚集的時間點，提前宣布發動佔領中環行動；但是部分集會人士則認為學生本來是發起罷課行動，認為此舉反而讓活動性質改變，甚至部分學生和民眾開始鼓躁質疑並且離開集會現場。為了阻止人潮因而流失，社民連的香港立法會議員梁國雄在龍匯道一帶四處向學生遊說，並向在場學生下跪要求學生和群眾不要離去。其中他認為「佔中」只是名詞，不要因為不滿讓愛與和平佔領中環可能綁架原先的集會就放棄整場運動。同時戴耀廷亦否認試圖干涉罷課行動，表示讓愛與和平佔領中環運動跟學生的目標一致，並會在學生後面支持學生提出的訴求。
對於讓愛與和平佔領中環宣布正式啟動佔領行動，香港專上學生聯會常務委員、香港大學學生會主席梁麗幗表示目前的集會活動仍然是按照過去2天的形式進行，只是同意讓愛與和平佔領中環提供物資、以及動員義工隊及糾察支援廣場，而並非已經轉變成為愛與和平佔領中環主導的佔領中環行動。同時她認為當前主要任務是接繼香港專上學生聯會秘書長周永康和副秘書長岑敖暉的想法而重奪「公民廣場」，並且呼籲集會群眾繼續包圍政府總部直到黃之鋒等3位同學獲釋。與此同時，學民思潮發言人劉貳龍也表示注意到集會人士對於去留問題的質疑，但是他同樣呼籲參與民眾至少留到3人獲得釋放為止。壹傳媒集團主席黎智英則表示學生已為讓愛與和平佔領中環開拓出道路，並且呼籲香港民眾應進一步守護學生。

### 民眾聚集

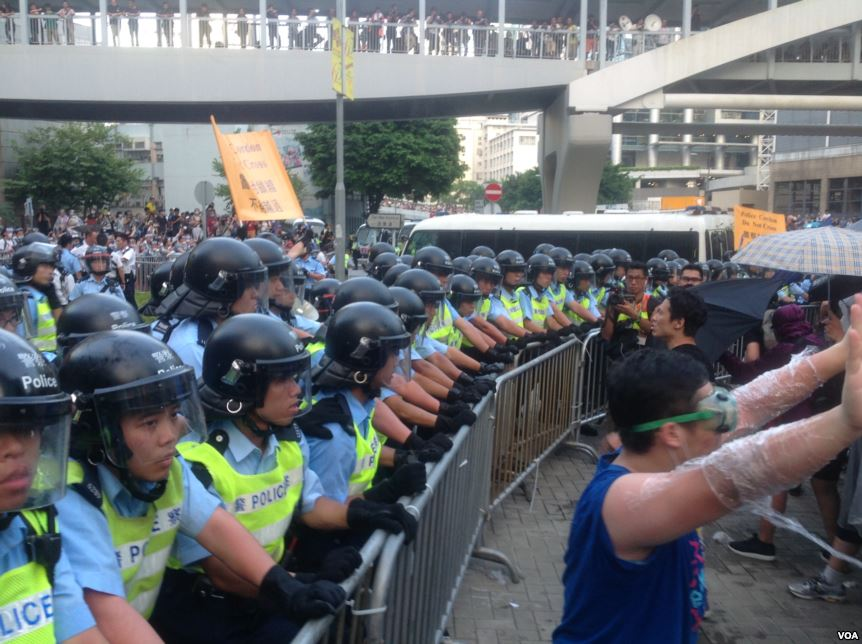
警方在添美道前設下封鎖線並且與示威民眾對峙

9月28日凌晨2時，民主黨創黨主席李柱銘和壹傳媒集團主席黎智英也前往現場並且分別發表談話。而陳健民呼籲參加者要堅持和平原則而不要有與警方有衝突，對於警方的驅離行動並不要展開反擊；而在警方動用催淚彈等武力後，讓愛與和平佔領中環會公佈新地點讓市民再聚集。為了因應讓愛與和平佔領中環宣布佔領中環提前啟動，警方動用7,000多名警力在當日上午陸續封閉多條連接政府總部外集會場地的出入通道，禁止市民在添美道上集結；同時將政府總部東翼的「公民廣場」圍起而不准市民進入，海富中心與政府總部之間的干諾道上亦有大量警車戒備。不過這時超過半數示威群眾已經配備雨傘、雨衣、眼罩和口罩等防禦裝備，以防備警察使用胡椒噴霧攻擊，同時由於警察人數不足使得其不能形成有效的包圍網。
雖然在早上有大批留守整晚的示威群眾因為不諒解讓愛與和平佔領中環等因素而離開現場，使得整個廣場外的聲援人數減少。儘管主辦單位表示有80,000人仍待在集會現場，然而隨著包圍的警員和軍裝警員人數逐漸增加，亦呼籲集會人士不要離開並且號召更多人前來加入以加強鞏固防線。上午10時抗爭現場傳出警方計畫從「公民廣場」旁的立法會通道進入清場，包括添美道駐守警力增加、海富中心的行人天橋亦已經遭到封鎖，這使得有數十人坐下阻擋立法會通道的行進，香港專上學生聯會也在Facebook上呼籲民眾到場增援。隨後數千名民眾嘗試前往金鐘聲援讓愛與和平佔領中環和學生集會，並且聚集在金鐘海富中心與政府總部間的行人天橋、人行道和中環軍營外。隨後民眾要求架起鐵馬的警方讓開通道，讓民眾得以經過海富中心行人天橋以支援在添美道上的集會人士，在推擠過程中民主黨主席劉慧卿等3名泛民主派議員因為涉嫌阻礙警方執法而遭到逮捕。
不過下午3時，約50名示威民眾先於中國人民解放軍駐香港部隊大廈衝至干諾道中往灣仔方向的一條車道靜坐抗議，警方立即封鎖馬路。下午4時20分，海富中心和力寶中心聚集的數千名示威群眾從不同位置衝擊，突破警方原本為了維護交通流暢而設下的防線，佔領前方夏慤道、干諾道中、紅棉路等主要6條車道，並且持續向中環和灣仔兩側方向擴散。這讓金鐘交通陷入癱瘓，現場約30輛巴士、計程車和貨車等車輛必須停駛。儘管示威者一度讓路讓車輛通過，然而許多巴士和車輛被迫停在干諾道中天橋上或者繞道迴轉，數百條巴士路線因而受到影響。在1小時內，金鐘道往灣仔方向、靠近金鐘廊和太古廣場的3條車道亦遭到市民佔領。由於人數過多使得警方無法阻攔，之後數百名警力被迫退守至干諾道中與添美道路口，並且舉起紅色旗幟以警告市民停止衝擊、否則將會進一步動用武力。然而民眾並未理會警告而持續衝出主幹道，並且準備雨傘和戴上護目鏡與口罩以預防胡椒噴霧，而在前排的示威群眾則開始推撞警方的鐵馬。

### 催淚彈驅離

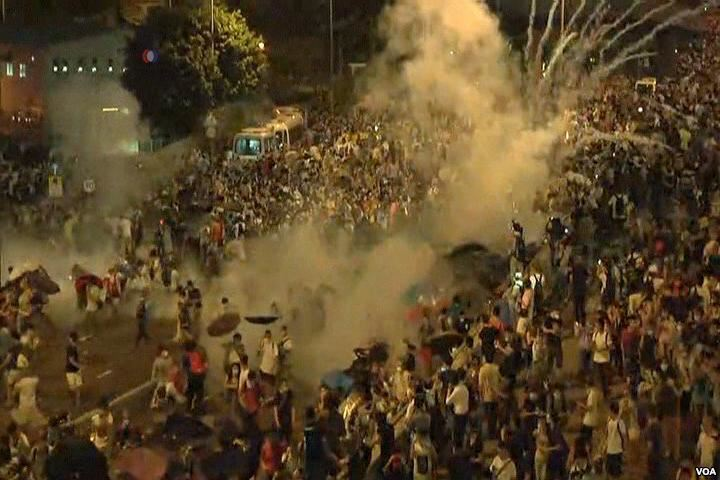
防暴警察向示威群眾發射催淚彈

在多次警告未果後，警方在下午5時10分開始搶下示威群眾的雨傘，並且多次向不斷衝擊防線的示威民眾噴射胡椒噴霧，同時開始部署防暴警察支援防禦。在示威群眾衝擊警方設於添美道路口的鐵馬防線中，有多人因而受傷而被抬至人群後方接受治療；但是示威民眾仍然繼續嘗試衝擊警方的警戒線，而警方則遲遲無法驅散抗議民眾。隨後防暴警察在判斷無法控制場面後全部換上防毒面具，計畫使用催淚彈有效分隔警員和示威者的距離。之後在下午5時57分舉起「警告催淚煙」的黑色橫額旗幟，並隨即發射4枚催淚彈驅散示威群眾。隨後10分鐘內，防暴警察繼續向佔領道路的示威人群施放共有2輪、總共7枚投擲式空爆輕型催淚彈以嘗試驅散人群，迫使群眾向中環方向撤離；而這也是繼2005年香港反對世貿遊行衝突後，警方再度使用催淚彈驅趕示威群眾。
但此舉讓抗議群眾強烈不滿，在煙霧退散後重新集結在鐵馬前並且衝擊鐵馬。另一方面，警方也在干諾道中和金鐘道向數百名從金鐘道太古廣場湧出的人群發射多枚催淚彈。下午6時50分，防暴警察一度高舉「速離否則開槍」的橙色旗幟，威脅將會開槍鎮壓。警方在晚上7時開始再度使用催淚彈，之後大批佩戴頭盔與防毒面具、手持盾牌和伸縮警棍的防暴警察將防線推進至干諾道中間向東的車道上，另外還有配備胡椒噴霧警員支援。過程中有約有20名手持可發射橡膠子彈之雷明登870泵動式霰彈槍的警察機動部隊成員戒備，不過並無開槍對民眾開槍。不過防暴警察在試圖跨越至西行車道時被人群逼退，這使得其大量施放催淚彈和胡椒噴霧以驅散人群的作為未有確切成效。晚上9時30分示威者沿著干諾道中走向中環，防暴警察在香港文華東方酒店設置防線，另外還有示威者分別在太子大廈旁的遮打道以及匯豐總行旁的德輔道集結。
晚上10時，警方開始在德輔道中、干諾道中和遮打道發射催淚彈，示威群眾退到香港大會堂前的對開干諾道中，而警察防線則向金鐘推進並且在香港大會堂外再度發射催淚彈。晚上10時45分左右，發起罷課集會的香港專上學生聯會呼籲所有民眾撤離、並要求警方讓示威者安全離開，而天主教教區榮休主教陳日君與讓愛與和平佔領中環發起人陳健民亦呼籲市民離去。但是仍然有不少民眾選擇繼續留守，部份人士沿著軒尼詩道離開時故意走在車道上並且於崇光百貨門口集結，藉此堵塞交通。9月29日凌晨0時，警方在干諾道中接近中環軍營處以及龍和道香港特別行政區行政長官辦公室外再度施放催淚彈。

## 起訴與審判
2015年8月27日，引發長達79日佔領行動中3名領袖黃之鋒、周永康和羅冠聰接受預約被捕。黃之鋒被控「煽動他人參與非法集會」及「參與非法集會」，羅冠聰被控「煽動他人非法集會」，周永康被控「參與非法集會」。9月2日，案件於東區裁判法院開審，3人均不認罪。
2016年7月21日，法院裁定黃之鋒「煽惑他人參與非法集會」不成立但「參與非法集會」成立，羅冠聰「煽動他人非法集會」成立，周永康「煽惑他人參與非法集會」成立。8月15日，法院判處黃之鋒和羅冠聰分別80小時和120小時的社會服務令。而周永康因已被倫敦政治經濟學院取錄，難以完成社會服務令，因此判處監禁3星期，緩刑1年。其後律政司要求原審裁判官覆核刑期但失敗。
2016年10月11日，律政司再向高等法院上訴法庭申請覆核刑期，要求判處即時監禁，於翌日獲批出許可。
2017年8月17日，高等法院上訴法庭裁定律政司覆核刑期得直，黃之鋒被改判即時監禁6個月，羅冠聰被改即時監禁8個月，周永康被改判即時監禁7個月。
2018年2月6日，終審法院裁定三人上訴得直，維持原審判決。

## 影響

### 雨傘革命

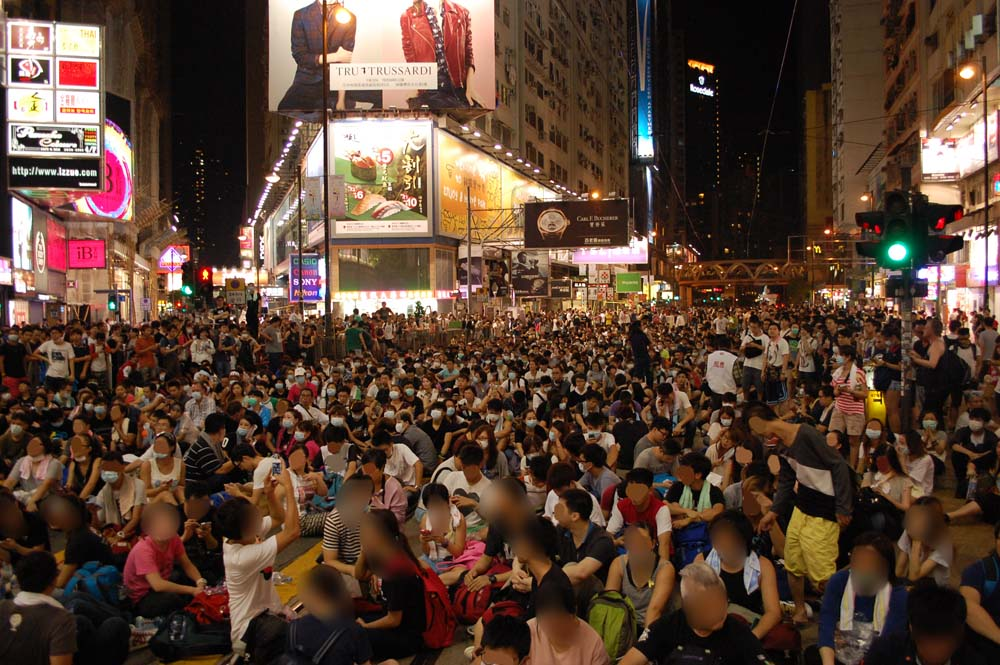
市民於銅鑼灣佔據馬路並靜坐抗議

早在9月28日下午3時30分，香港特別行政區行政長官梁振英和警務處處長曾偉雄舉行記者會，重申反對讓愛與和平佔領中環以違法手段癱瘓作為香港核心地區的中環，認為其無權要求中央政府推翻政治改革決定。同時他也指出香港警察的調動是完全根據情況的需要，對此絕對信任警方的專業判斷。9月29日凌晨梁振英則發放講話短片，表示讓愛與和平佔領中環導致中環和金鐘主要路段遭到堵塞、警方防線也因而被衝擊，對此他呼籲組織者為整體社會利益著想而結束行動，並且希望佔領道路的市民能更盡快和平散去。同時他還表示在衝突過程中有包括中國人民解放軍出動、警方開槍等傳聞擴散，但呼籲市民不要相信這些完全沒有事實根據的謠言。
根據醫院管理局的報告指出，在驅離行動當天晚上有26名參與政府總部集會人士需要送院。而在9月28日晚上8時，港鐵宣布荃灣線和港島線所有列車均不停靠金鐘站，而要改經中環轉車。同時受到香港島主要道路遭到封閉的影響，包括九龍巴士、新世界第一巴士和城巴都宣布巴士路線暫停服務或者不進入金鐘和中環地區，香港電車的部分服務亦因而暫停。9月29日凌晨2時，香港特別行政區政府宣布灣仔和中西區所有幼稚園、中小學與特殊學校停課。而香港教育專業人員協會亦號召教師拒絕上課，藉此抗議警方升級武力驅散示威者。
在這之後，香港專上學生聯會和學民思潮分別呼籲大專院校學生無限期罷課、中學生在9月29日於校園內罷課。另外在原先9月28日的集會活動在當天晚上演變成為警民衝突，而防暴警察在中環和金鐘一帶施放催淚彈和威脅開槍的驅趕作為，很快導致佔領行動擴散至香港不同地區。除了數萬名市民繼續佔領中環和金鐘一帶外，在凌晨過後在銅鑼灣的香港崇光百貨前的軒尼詩道6條行車道、以及旺角亞皆老街與彌敦道交界處分別有數千名不滿的市民集結示威，之後更自發佔領包括彌敦道、亞皆老街、旺角道、軒尼詩道、怡和街、東角道等重要幹道。儘管警方隨即前晚現場增援，但是在10月1日示威民眾擴大佔領至尖沙咀廣東道。而在9月29日至10月1日，在香港更是連續3天晚上有200,000人集會。不過由於佔領旺角、銅鑼灣和尖沙咀等地行動均由市民自行發動長期佔領，這使得許多佔領人士不再承認讓愛與和平佔領中環、香港專上學生聯會和學民思潮為大會。

### 各地反應

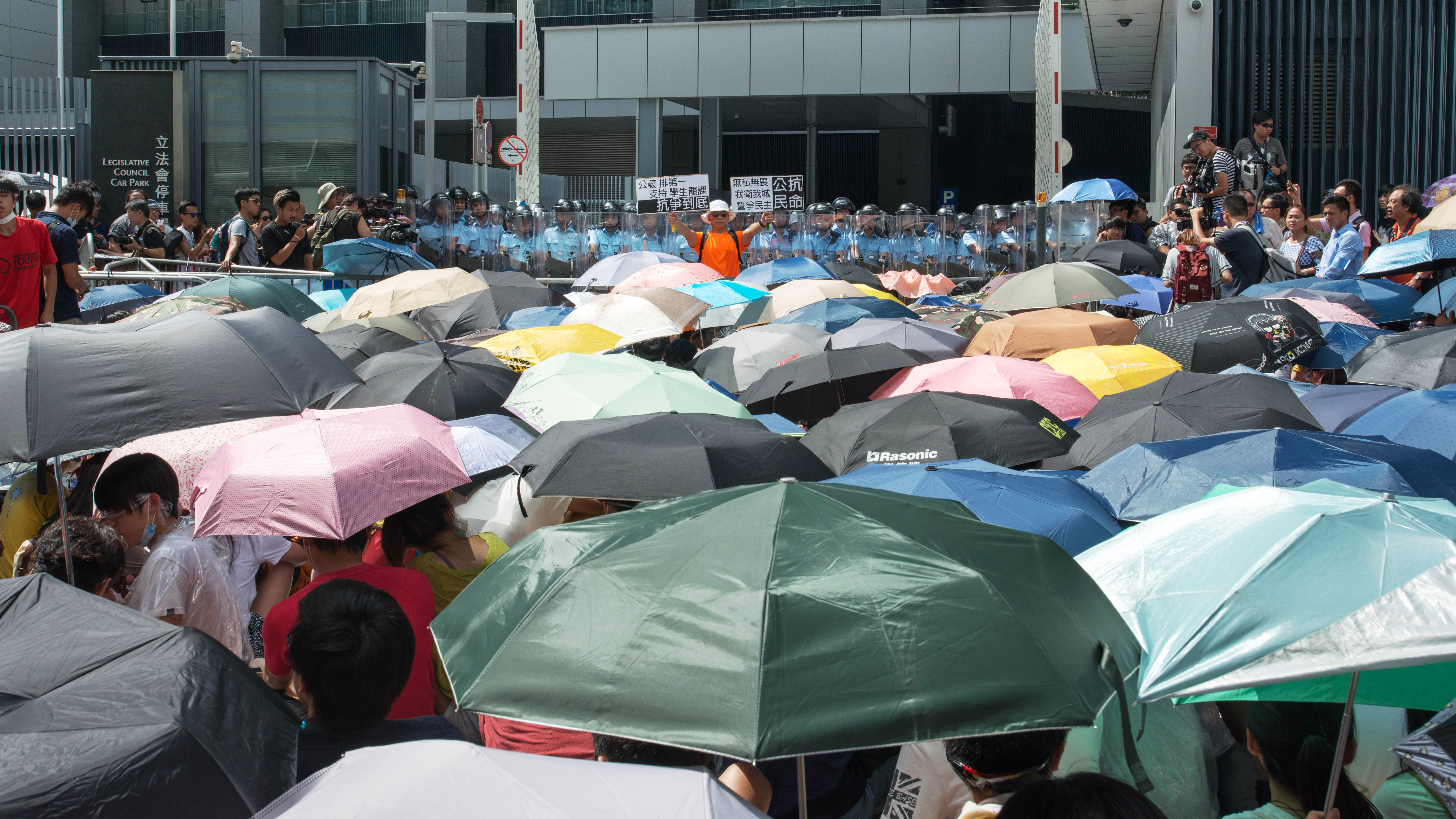
在集會現場大量出現的雨傘

香港警方的清場作為引發許多抨擊，同時許多海外人士也陸陸續續發表評論聲援抗爭學生。其中評論人周偉航在Facebook上寫道不應該以臺灣政治有許多事件為由，而認為沒有沒必要關切或支援香港。而王丹則同樣在Facebook上表示：「香港已經幾乎爆發革命，習近平明確宣布下一個目標就是台灣。台灣這邊呢？電視上很少報導，臉書上很少討論。」太陽花學運領導人陳為廷亦在Facebook上發文：「讓我們再次為港人守夜，也為冬天臨來前的戰事，做好準備。」 中央研究院法律所副研究員黃國昌則認為黃之鋒不能交保一事，可能代表香港人引以為傲的法治正被中國影響而弱化。
國立成功大學政治系教授梁文韜則認為在讓愛與和平佔領中環與泛民主派對於佔領中環行動立場未能明確堅持的情況下，使得許多民眾對此抱持著懷疑態度，逼使得學生只能發起行動並且誠懇地號召廣大市民加入，進而展現民眾爭取真普選的決心。另外一方面，國際特赦組織則批評香港警方處理這次和平抗議「是令人不安的跡象，顯示香港特區政府將嚴厲對付和平佔領中環行動」。而香港抗議民眾奪回「公民廣場」行動和警方在政府總部清場並拘捕學生一事，引起許多歐美新聞媒體的關注。其中美國CNN、英國《泰晤士報》、美聯社、法新社和路透社等國際媒體均對香港警方以胡椒噴霧對付示威學生加以報導，並且強調香港在主權移交給中國後，市民和學生要求民主呼聲強烈。
英國廣播公司報導指稱香港警方排除支持民主的示威群眾，並且引述讓愛與和平佔領中環說法表示警方在沒有警告下施放胡椒噴霧，並對和平的示威民眾使用不必要的暴力。CNN除了讓黃之鋒遭到逮捕的消息登上網站首頁外，還刊登一篇名為「幾十名追求民主的香港學生被捕」（Dozens Arrested as Hong Hong Students Protest for Democracy）的報導；在內容中提到香港警方在出示警告標誌後，便向企圖闖入政府總部廣場的示威人士施放胡椒噴霧，並且有數十人遭到逮捕。隨後由於不少示威群眾都用雨傘保護自己，以免受道胡椒噴霧和催淚彈傷害，這使得抗爭現場到處都有出現雨傘。英國報紙《獨立報》因此稱這次示威行動為「Umbrella Revolution」（雨傘革命），隨後該項說法獲得《時代》雜誌等外國新聞媒體跟隨，並和「Umbrella Movement」（雨傘運動）同樣得到佔領人士普遍接受。

### 羈留問題

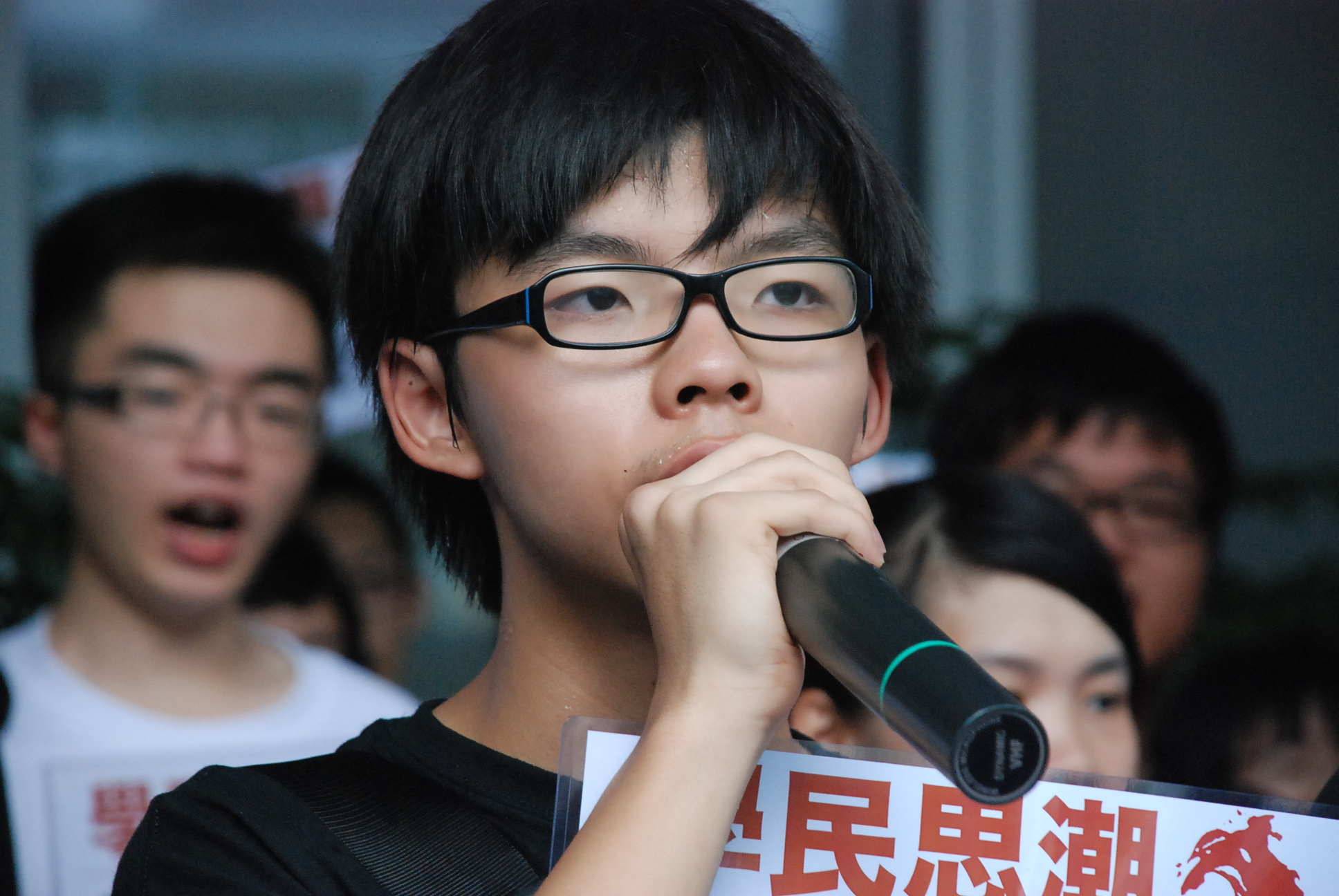
學民思潮召集人黃之鋒在羈押將近46個小時後才獲得釋放

參與重奪「公民廣場」行動的示威人士遭到拘捕後，相較於先前7·2集會被捕人士的拘留期間飲食和洗手間安排都有所改善。不過亦發生警方在警車上拒透露去向，使得支援示威群眾的人士難以提供協助，同時還發生警方批評遭逮捕人士的情況。9月27日晚上9時，30多名在重奪「公民廣場」行動中被捕的示威人士陸續獲准保釋離開，其中包括香港立法會議員梁國雄以及數名香港專上學生聯會成員。警方用旅遊巴士從位於黃竹坑的香港警察學院送他們至附近的球場，許多聲援市民立即在球場提供食物。但是學民思潮召集人黃之鋒、香港專上學生聯會秘書長周永康、香港專上學生聯會副秘書長岑敖暉等人在當天晚上遭警方拒絕保釋，並且以犯下非法集結、擾亂公眾秩序和強行進入政府建築物等罪名而遭到警方長時間羈留。對此聲援市民質疑羈留時間過長，並且引來更多集會人士前往參與添美道的集會活動。
警方之後決定接連搜索黃之鋒、周永開和岑敖暉的住處，對此大律師郭榮鏗表示過去未曾公眾秩序案件要到被捕者家中搜索，因而會就這狀況進行司法覆核。不過警方仍先行押送黃之鋒前往住家並且徹底搜索約60呎的房間長達2個小時，並且帶走其個人電腦、2張SD卡、1個硬碟和1個USB隨身碟。晚上集會期間，大台報告黃之鋒、周永康和岑敖暉住所遭到警察搜查後，集會人士隨即強烈不滿並大聲鼓噪，之後更進一步促使市民在集會結束之後繼續參與公民不服從行動。由於事前從沒發生社會運動領導人遭到搜查住所，警方被質疑企圖以搜查令製造「白色恐怖」，恐嚇3人停止發動政治抗爭並震懾其他參與社會運動的人士。由於搜查令亦需要法庭基於合理懷疑下批准，警方亦被質疑在向法庭申請搜查令時，所提出的「合理懷疑」是否充份。
對於警方以非法集會為由搜索住宅之舉動，隸屬公民黨的香港立法會議員郭榮鏗表示將聯同律師團隊向香港高等法院申訴。另外3人中拘留時間最長的黃之鋒在義務律師向香港高等法院申請「人身保護令」下，試圖藉由法院批准來逼迫警方立即強制釋放，該案件於9月28日下午3時30分緊急開庭審理。法官在查究相關羈留情況之後，裁定警方長期拘留當時尚未成年的黃之鋒並不合法，因此批准保護令而勒令警方立即無條件釋放已經拘留46個小時的黃之鋒。而在黃之鋒釋放後，被拘留超過30個小時的周永康和岑敖暉亦經法庭批准「人身保護令」後獲准保釋。儘管3人一直到9月28日晚上才獲得釋放，但在稍作休息後便計畫繼續投入抗爭行動。不過當時讓愛與和平佔領中環已經正式啟動佔領行動20個小時，防暴警察也針對聲援佔領行動的示威群眾發射催淚彈。

### 清場問題

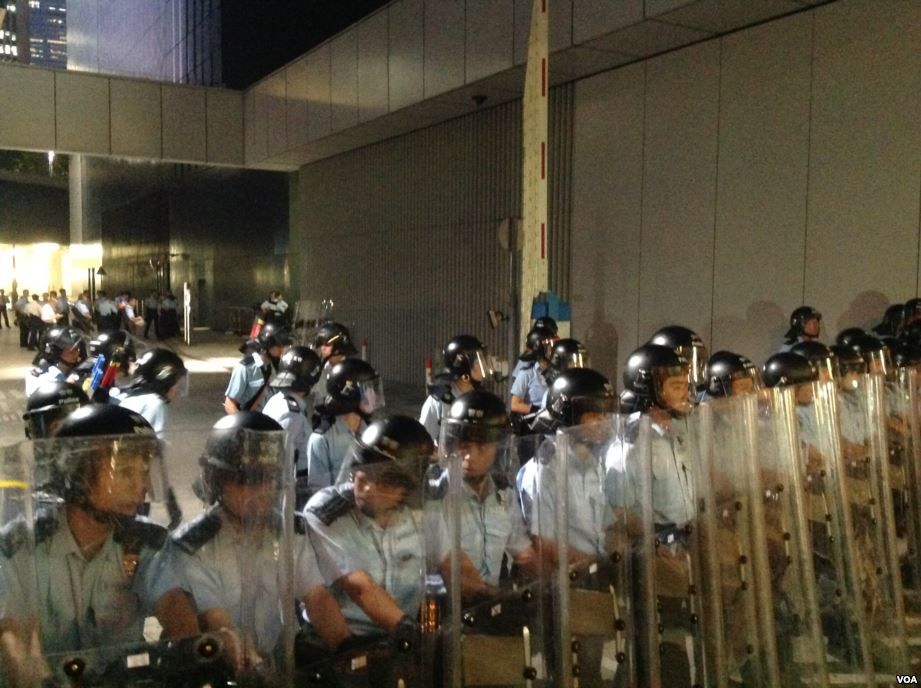
手持盾牌嘗試清場的警方隊伍

針對警方使用過分武力的指控，警方發言人表示示威群眾不理會警方多次勸告和警告並且強烈衝擊，因此警方被迫使用適當和必要的武力。香港警察隊員佐級協會發言人則表示對於示威群眾突然從平集會發展至衝擊行為感到遺憾，認為警方採取了適當措施以維持秩序。保安局局長黎棟國認為警方清場表現克制，並且是在經過多次勸告和警告後才採取清場行動，同時他也提到意見人士可以依法、和平且有序地表達意見。而關於警方在清場行動中是否需要出動防暴裝備之問題，黎棟國則表示：「同事的裝備是視乎當時發展的情勢而定，如果情勢已轉變，並有可能轉壞時，我們的同事必須要配備適當保護自己的設備。」不過香港大學學生會會長梁麗幗則表示重奪「公民廣場」行動並無傷害學生和保安人員，並且批評警方在沒有衝擊的情況下使用警棍和胡椒噴霧對付示威群眾。
對此戴耀廷和陳健民均認為示威學生在集會過程決定攀爬進入「公民廣場」，仍然採取和平非暴力的做法。其中戴耀廷譴責警方為了阻止學生進場而過度使用武力，並且表示：「那個本來就是公民可以進入的地方，他們沒有傷害別人身體，只是爬欄杆，完全沒有使用暴力。」 陳健民則表示學生沒有事先向讓愛與和平佔領中環告知行動，但是對於學生可子從事和平非暴力行為有信心。香港人權監察總幹事羅沃啟亦不滿警方使用不必要的武力，認為學生雖然發動突襲以衝入「公民廣場」，但示威群眾僅靜坐而無意破壞政府總部建築。羅沃啟質疑警方在示威群眾無發起衝突的情況下，不需要下令動用防暴警察，或者使用可嚴重傷害示威群眾的警棍。
香港專上學生聯會則發表聲明指出「公民廣場」是過往2年市民表達意見處，然而香港特別行政區政府先後打壓旺角香港行人專用區、封鎖「公民廣場」到拒絕民間人權陣線申請遊行，因此這次行動是為了取得得以交流、召集群眾的公共空間。香港中文大學學生會會長張秀賢指當時學生在行動過程中舉起雙手並實施人潮管理，然而行動卻被誣衊成為暴力行動，並且批評在警方主動襲擊市民後才讓示威群眾認知到要保護自身。同時他表示政府總部外的「公民廣場」原本是任何人可以自由出入的場所，只是香港特別行政區政府突然加建圍欄，使得示威群眾必須攀爬欄杆才能進入。香港教育專業人員協會則批評香港特別行政區政府在廣場外加建圍欄作為，令市民無法進入而極不尊重人權，並且認為這次活動導火線在於香港特別行政區行政長官梁振英拒絕和市民與學生交流。
不過香港教育專業人員協會亦對於罷課行動演變成衝突行為感到遺憾，呼籲各方克制並堅持用和平手法爭取民主，另外香港特別行政區政府應盡快回應市民的要求。而國民教育家長關注組除了強烈譴責警方暴力對待學生外，同時認為學生連續5天的罷課行動是公民不服從行動的典範，並且對於梁振英迴避學生訴求乃至於扭曲民意感到不滿。公民黨黨魁梁家傑在9月27日於政府總部的大台上宣讀泛民主派聲明，指責警方在9月26日晚間使用不必要的過份武力應付學生和市民，認為學生的行動只是想進入原先屬於香港民眾的「公民廣場」，而沒有從事任何暴力行為。同時他還呼籲香港特別行政區政府釋放所有遭到逮捕的學生，並要求開放「公民廣場」給還市民得以集會請願的公共空間。
香港特別行政區基本法委員會副主任梁愛詩不認為警方使用過度武力對待衝擊政府總部的示威群眾，並表示學生未能與香港特別行政區行政長官梁振英對話不能成為衝擊理由。香港立法會主席曾鈺成批評香港專上學生聯會聲稱梁振英拒絕與學生見面而導致衝擊政府總部的說法，並非多數人能夠接受的衝擊行動藉口，因為在這個環境和氣氛下不可能理性溝通。同時他認為認為警方沒有過分使用武力，質疑示威群眾推倒和搬動鐵馬攔截道路、雙手高舉來強勢阻擋警員等做法並非和平舉動，表示警方不會無故動用胡椒噴霧。另外香港中華總商會、香港工業總會和香港中華出入口商會分別發表聲明，強烈譴責反對派公然鼓動未成年中學生參與違法行為，而在未顧慮公眾安全和社會秩序的情況下，將集會演變成衝擊政府總部的廣場；其中三者認為此舉無助於香港民主政治制度發展，並且支持警方依法追究以維護社會秩序和穩定。

## 外部連結
- 【新聞片段】罷課集會演變成闖入政府總部廣場 （页面存档备份，存于），YouTube